# Noël
Cet article concerne la fête de Noël. Pour l'article spécifique sur la naissance de Jésus de Nazareth, voir Nativité. Pour les homonymes, voir Noël (homonymie).
Noël est la fête chrétienne qui célèbre la Nativité, c'est-à-dire la célébration qui rappelle la naissance de Jésus-Christ. La fête de Noël vient peu de temps après le solstice d'hiver boréal auquel elle est associée. Du fait de la déchristianisation, la fête de Noël est aujourd'hui coupée de son fondement religieux dans de nombreux pays occidentaux, mais elle y subsiste comme fête traditionnelle.
Instituée le 25 décembre au IVe siècle et diffusée par la christianisation progressive de l'Europe et du bassin méditerranéen, cette fête de la Nativité prend peu à peu la place de différentes fêtes liées au solstice d'hiver (fête germanique de Yule, fête de Mithra, Saturnales romaines, etc.). Le Christ étant présenté comme le Soleil illuminant une nouvelle ère.
Le récit évangélique de la naissance de Jésus sert de base pendant des siècles à une grande richesse artistique (peinture, sculpture, musique, littérature) que renforce la diffusion populaire de la crèche au XIIIe siècle (instituée par saint François d'Assise), mais les ferments d'autres traditions liées au solstice ne disparaissent pas totalement. C'est ainsi que le sapin germano-nordique, signe d'une nature vivante malgré l'hiver, est honoré à partir du XVIe siècle et gagne même les églises[réf. nécessaire]. Il s'impose comme symbole de la période des fêtes de fin d'année parallèlement à la déchristianisation de l'Europe à l'époque moderne.
La tradition du père Noël, qui se mondialise au XXe siècle, complète cette évolution qui a ajouté une dimension profane à la fête chrétienne, plus orientée vers les enfants, les familles et des cadeaux.
Depuis le milieu du XXe siècle, la fête de Noël s'est fortement sécularisée et prend une connotation folklorique n'étant plus nécessairement liée à une fête religieuse. Le jour de Noël est férié dans de nombreux pays, ce qui permet le regroupement familial autour d'un repas festif et l'échange de cadeaux au pied du sapin traditionnel. Le second jour de Noël (26 décembre) est également un jour férié dans plusieurs pays du nord de l'Europe (Pologne, Royaume-Uni, Pays-Bas, pays scandinaves) ainsi qu'en France, dans les trois départements du Haut-Rhin, du Bas-Rhin et de la Moselle. Cela permet également la participation aux messes de Noël pour ceux qui célèbrent la fête sous sa forme religieuse. Après Pâques, Noël est en effet la deuxième fête la plus importante du calendrier liturgique chrétien (la Nativité du Seigneur est l'une des Douze Grandes Fêtes orthodoxes). Noël est l'une des trois Nativités célébrées par l'Église catholique, les deux autres étant celle de Jean le Baptiste, le 24 juin, et celle de Marie, le 8 septembre.
La période entourant Noël est appelée « temps des fêtes » au Canada francophone et « fêtes de fin d'année » (ou plus simplement « les fêtes ») en Europe quand on y inclut les célébrations du Nouvel An[source insuffisante]. Elle donne lieu à l'illumination des rues, maisons et magasins et à l'organisation de marchés de Noël. C'est également une période importante sur le plan commercial.

## Étymologie

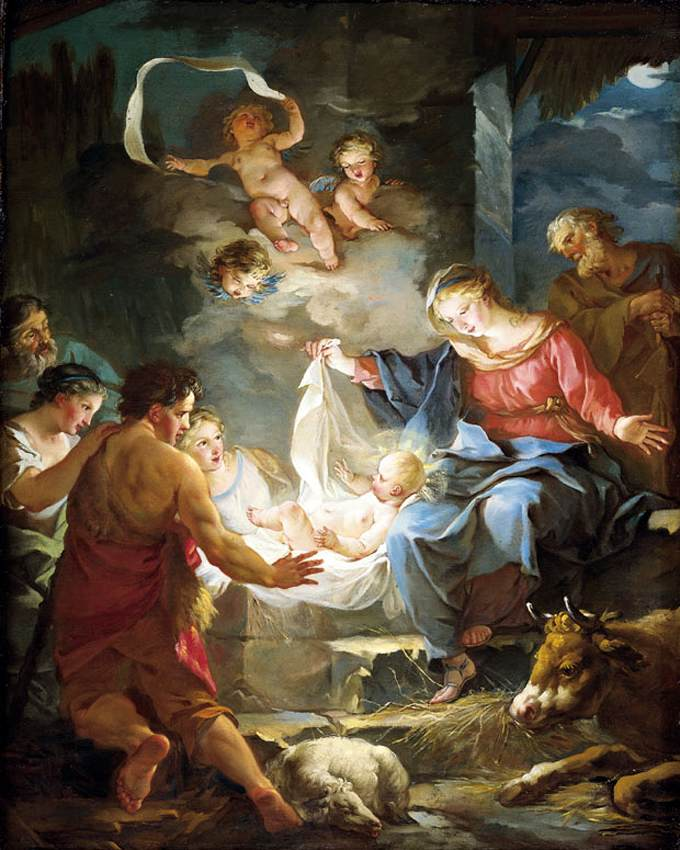
La Nativité, huile sur toile de Jean-Baptiste Marie Pierre (1763, collection privée).

La forme Noël est attestée dès le XIIe siècle,. D'après le Trésor de la langue française informatisé, ses deux plus anciennes occurrences connues se trouvent, l'une (Noel) dans le Comput de Philippe de Thaon, daté de 1113 ou 1119, et l'autre (Naël) dans le Voyage de saint Brendan de Benedeit, daté du premier quart du XIIe siècle,.
Le mot français Noël dérive de l'expression latine natalis dies, « jour de la naissance », par laquelle les anciens calendriers désignaient le jour de la nativité de Jésus-Christ. Formée de l'adjectif latin natalis signifiant « relatif à la naissance » (de nascor/natus, « naître/né ») associé à dies, « jour », la locution a été réduite à natalis par substantivation de l'adjectif en [natále] (au neutre) : « Natale Christi »).
Natále subit ensuite une évolution phonétique qui comprend la chute du [e] final, l'allongement et la palatalisation du [a] tonique non entravé, puis lénition (sonorisation) en [d] du [t] intervocalique (d’où le provençal Nadal), fricatisation en [đ] puis amuïssement, donnant la forme Nael. Dans cette position, le [a] prétonique aurait dû s’affaiblir en e muet mais, dans un mot du vocabulaire religieux, soumis à des influences savantes, il y a eu effort pour le maintenir et, par dissimilation, il a abouti à [o]. Autrement dit, l’o de Noel, en face de Nael, est lié à la dissimilation des deux a de natal-, d'abord devenu *nadal (cf. occitan Nadau, Nadal, catalan Nadal, « Noël »), ensuite *nathal, puis *naal, après la lénition de la consonne intervocalique [t], qui s'est finalement totalement amuïe en langue d'oïl (tout comme dans NATIVU, devenu naïf, doublet de natif, emprunt savant ; également MUTARE, devenu muer, dérivé savant mutation ; MATURU, devenu mûr, savant mature, etc.). Il existe un cas parallèle jusqu'au stade du moyen français, à savoir celui du verbe noer signifiant « nager ». Dans la plupart des langues romanes, le latin natare (cf. natation) a donné l'espagnol, catalan et portugais nadar « nager », etc., alors qu'une forme notare a donné l'ancien français noer « nager » (morvandiau nouer, normand occidental nouer). Dans les parlers normands, Noël se dit Noué ou Nouel.
Cette étymologie, fondée sur les principes de la phonétique historique contemporaine, est la plus généralement admise aujourd'hui par les linguistes et les lexicographes. D'autres rapprochements lexicaux complémentaires et secondaires (attestés par des ouvrages de référence de renommée internationale, fondés sur un socle documentaire plus large que les seules sources littéraires, notamment les actes de la pratique, les glossaires des patois, etc.) doivent également être pris en compte, sans pour autant remettre en cause l'histoire fondamentale du mot.
On retrouve la même étymologie pour les termes équivalents de la plupart des autres langues romanes (italien natale ; occitan nadal, nadau ; catalan nadal ; portugais natal), et dans les langues celtiques.
En français standard, Noël se prononce [nɔɛl] et le tréma d'ë, apparu en 1718, note la diérèse,. Les prononciations dialectales [nwεl] et [nwal] sont attestées.
En tant que nom propre, Noël prend une majuscule à l'initiale, au singulier comme au pluriel,,. Habituellement masculin, Noël peut toutefois se rencontrer sous la forme : la Noël,,,. Le féminin viendrait alors d'une ellipse dans l'expression la (fête de) Noël.
Les langues celtiques possèdent un terme issu d'un étymon commun, comme le français et d'autres langues romanes, c'est-à-dire le latin natalis également, plus précisément d'une forme dérivée *natalicia, ce qui donne en brittonique : le cornique Nadelik, le gallois Nadolig et le breton Nedeleg (cf. patronyme Nédélec), sur un radical commun *Nadal-, avec lénition [t] > [d], suivi d'un suffixe brittonique. Le gaélique (irlandais et écossais) possède une forme Nollaig, dans laquelle l'amuïssement de l'intervocalique s'est effectué de la même manière qu'en français.
Les formes germaniques dérivent de divers étymons. L'anglais Christmas remonte à un vieil anglais attesté tardivement, crīstes mæsse, l'ancien anglais mæsse ayant selon le site Oxford living Dictionaries édité par Oxford University Press sens de « célébration ». En allemand, Noël se dit Weihnachten et repose sur un ancien datif pluriel dans l'expression en vieux haut allemand ze wîhen nachten (« dans les nuits sacrées »), d'où wîhennachten > Weihnachten qui date de l'époque du paganisme germanique, où l'on organisait des fêtes sacrées les nuits d'hiver autour du solstice. On trouve cette même transposition d'une fête païenne à une fête chrétienne chez les peuples scandinaves dans le terme qui signifie Noël : islandais jól, norvégien, suédois, danois jul ; aussi finnois (par emprunt) joulu. Le même étymon proto-germanique *jehwlą a donné le vieil anglais ġeohol, ġēol, d'où l'anglais yule. L'ancien français jolif « gai, joyeux, plaisant, sensuel, élégant » > joli représente un dérivé de jól à l'aide du suffixe -if.
En conclusion, le terme français Noël remonte à la dénomination latine de la fête de la Nativité du Christ (Natale Christi), dérivée de la dénomination empruntée à la fête civile de la Naissance du Sol Invictus.

## Origines
Il convient de distinguer les éléments anthropologiques et cultuels associés au solstice d'hiver (dans l'hémisphère nord), des éléments propres à la fête chrétienne qui a donné son nom aux festivités dites de « Noël », afin de pouvoir mettre en évidence les transferts par lesquels ils se sont mutuellement influencés — ou non. Des ressemblances sont attestées entre certaines traditions et symboles associés au Noël chrétien et à d'autres cultes qui ont précédé le christianisme : la date du 25 décembre, la grotte, les bergers.

### Les célébrations du solstice

#### Noël cosmique

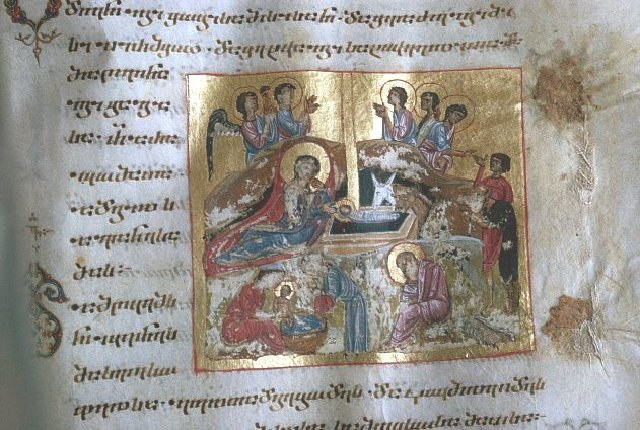
Enluminure, Bible géorgienne, XIIe siècle.

Bien avant l'apparition du christianisme, la saison froide était déjà une période charnière de l'année. En effet, la Terre effectue une rotation autour du Soleil en environ 365,242 2 jours. Elle tourne également sur elle-même selon un axe incliné d’environ 23,436°. Elle n'est donc pas exposée de la même façon au Soleil toute l’année. Cela explique l’alternance des saisons. En été, l'Hémisphère nord bénéficie d’un ensoleillement important. Le solstice d'été (21 juin) est le jour le plus long de l’année. À partir de là, les jours vont décroître. Pendant l'hiver, cette partie est moins éclairée. Le solstice d'hiver (21 décembre) est le jour le plus court de l’année. Dès cette date, les jours commencent à s'allonger. Les humains, ayant observé ce phénomène dès la Préhistoire, ont imputé cela aux divinités et ont commencé à pratiquer des rituels religieux à cette période. La symbolique de cette renaissance de la nature au printemps a incité les peuples à leur rendre hommage. On dénombrait ainsi de nombreuses croyances païennes relatives à la fertilité, la maternité et la procréation. Cela donnait donc lieu à de nombreuses manifestations.

#### Le culte de Mithra
Dans le culte mithraïque apparu en Perse, la fête la plus importante — le Mithragan — se serait déroulée chaque année le jour du solstice d'hiver, jour célébrant la naissance de la divinité et la victoire de la lumière sur les ténèbres. Selon la tradition mithraïque la plus répandue dans l'Empire romain, Mithra serait né « jaillissant du rocher » (petrogène) ou d'une grotte — élément éminemment lié au culte de cette divinité —, sous la forme d'un homme « dans l'apogée de sa jeunesse » (et non pas d'un bébé) équipé d'une torche et d'une épée, tandis que des bergers assistent à cette naissance miraculeuse. Les célébrations du culte mithraïque, fortement développé dans l'empire gréco-romain aux IIIe et IVe siècles, seront plus tard une des origines de la célébration de la fête romaine du Natalis Invicti, la naissance de Sol Invictus qui reprend ses forces et fait regagner le jour sur la nuit, le 25 décembre.
Le récit mithraïque influencera probablement la tradition littéraire et iconographique chrétienne des premiers siècles dans les descriptions de la naissance de Jésus. Certains des épisodes des Évangiles sont réadaptés en utilisant des thèmes et symboles rappelant le mithraïsme,.
Le culte de Mithra n'est pas la seule influence « païenne » sur le développement d'une iconographie chrétienne. Selon Robert Turcan, par exemple, les traditionnelles représentations de la Vierge à l'Enfant (thème relatif à l'enfance de Jésus et non à sa seule naissance) s'inspireraient quant à elles des représentations de la déesse égyptienne Isis allaitant Horus enfant.

##### Théories marginales
Certains auteurs vont plus loin, soutenant la théorie marginale que les récits des Évangiles liés à la naissance de Jésus pourraient avoir été empruntés à des mythologies plus anciennes. Par exemple, Mohammad Ali Amir-Moezzi soutient l'existence d'une tradition mithraïque et mazdéenne populaire, qui présenterait la déesse-mère Anahita (ou Anahid) comme mère de Mithra/Mithras et vierge, et qui aurait pu influencer les premiers auteurs chrétiens. Cette thèse est reprise des travaux du Prof. Mohammad Moqadam sur le mithraïsme (p. ex.). Moqadam se base surtout sur des croyances perses sur Jésus lors de la période Islamique (dans lesquelles il identifie un « deuxième messie » plus ancien), sur une tradition zoroastrienne médiévale selon laquelle le Saoshyant (une figure messianique) sera né d'une vierge, et sur une citation hors contexte de l'Histoire de Vardan de l'auteur chrétien Élisée le Vardapet. Il identifie Anahita comme « vierge immaculée » sans doute à cause de son nom, signifiant « sans tache », et qui est plus probablement dû à son rôle comme déesse de l'eau ou des rivières. Anahita n'étant normalement pas identifiée comme la mère de Mithra, cette théorie reste marginale.

### Noël fête chrétienne
Ces traditions antiques ont de nombreux points de similitude avec la fête chrétienne. Les chrétiens ont ainsi progressivement cherché à s'approprier les cultures environnantes qui sont devenues partie prenante de leur identité et qui finalement ont évolué sous l'effet du syncrétisme et de la christianisation de la société antique, phénomène connu des historiens sous le nom d'interpretatio christiana (en) (« interprétation chrétienne »).

#### Fixation du jour de Noël
Voir article Date de naissance de Jésus
Avant la christianisation de l'Occident, une fête appelée Dies Natalis Solis Invicti, « jour de la naissance du Soleil invaincu » avait été fixée au 25 décembre par l'empereur romain Aurélien en 274, comme grande fête du culte de Sol Invictus (le Soleil invaincu). Aurélien choisit ainsi une date proche du solstice d'hiver, correspondant au lendemain de la fin des traditionnelles Saturnales romaines[réf. nécessaire], mais aussi au jour où la naissance de la divinité solaire Mithra est fêtée. Aurélien souhaite en effet unifier religieusement l'Empire,,, en choisissant cette date, il contente les adeptes de Sol Invictus et du culte de Mithra, tout en plaçant la fête dans la continuité des festivités traditionnelles romaines.

#### Premières célébrations
Pendant les trois premiers siècles de son existence, l’Église chrétienne ne s'est pas préoccupée de célébrer l'anniversaire de la naissance de Jésus-Christ dont elle ignorait d'ailleurs la date.
La première mention certaine d'une célébration chrétienne un 25 décembre est un chronographe composé à Rome entre 336 et 354,,.
Le christianisme devint ainsi à son tour un des cultes et religions de l'Empire romain célébrant une festivité pendant cette période de l'année. L'anniversaire de la naissance de Jésus étant inconnu, il est très probable que le 25 décembre ait été choisi afin d'adopter les coutumes liées à cette date « en leur donnant un sens nouveau »,.

#### Christianisme oriental
Une autre fête chrétienne, célébrée à Alexandrie dès le début du IIe siècle, préfigure Noël : l'Épiphanie, vue comme la première manifestation du Christ, fêtée le 6 ou le 10 janvier à la date de fêtes païennes, dont l'une se rapportait à la naissance d'Éon de la vierge Coré, une autre au culte d'Osiris, et une troisième au culte de Dionysos. Au début du IVe siècle, à la suite du concile de Nicée (325) qui fixe définitivement la doctrine de la divinité du Christ, l'accent passe sur la fête du 25 décembre, ce qui permet de distinguer la naissance de Jésus de sa première manifestation et d'éviter une confusion par trop favorable à la position devenue hérétique que Jésus n'est qu'un homme adopté par Dieu lors de son baptême.

### Occident romain
Dans la Rome antique, les citoyens fêtaient les Saturnales : d'abord du 17 au 21 décembre, puis plus tard du 17 au 24 décembre, les hommes et les femmes portaient des guirlandes autour du cou et s'offraient toutes sortes de cadeaux. Les gens sacrifiaient aussi symboliquement un mannequin représentant un jeune homme, pensant ainsi transmettre la vitalité du personnage à la nouvelle année.
La fête des sigillaires, « ancêtre » de la Saint-Sylvestre, concluait les festivités à la fin du mois de décembre. Pendant ce temps de bascule vers l'an neuf, les gens s'offraient des menus-cadeaux de terre cuite, les esclaves devenaient les maîtres et inversement.
La fixation du solstice d'hiver à la date du 25 décembre est due aux choix proposés par l'astronome Sosigène d'Alexandrie, lors de la réforme du calendrier à l'initiative de Jules César en 46 av. J.-C., qui aboutit peu après à fixer le début des saisons au huitième jour avant les calendes d'avril, juillet, octobre et janvier (25 mars, 24 juin, 24 septembre, 25 décembre, donc peut-être un ou deux jours après les dates réelles),. En outre, la durée de 365,25 jours était une bonne approximation à l'époque, mais elle donnait une année légèrement trop longue, d'où un équinoxe de printemps survenant le 21 mars à l'époque du concile de Nicée en 325 et le 11 mars à la création du calendrier grégorien en 1582.
À partir du règne d'Aurélien (270-275), les Romains fêtent officiellement le Sol Invictus (le Soleil invaincu) au moment du solstice d'hiver qui commençait la nouvelle année, annoncée par le rallongement des jours. Ce culte, qui reprend des aspects de la mythologie d'Apollon et du culte de Mithra, s'est répandu aux IVe et IIIe siècles av. J.-C. et se concluait par le sacrifice d'un taureau, le Sol Invictus correspondant à la naissance du jeune dieu solaire qui, reprenant les traditions mithraïques, était censé surgir d'un rocher ou d'une grotte sous la forme d'un jeune homme.

### Naissance de Jésus-Christ

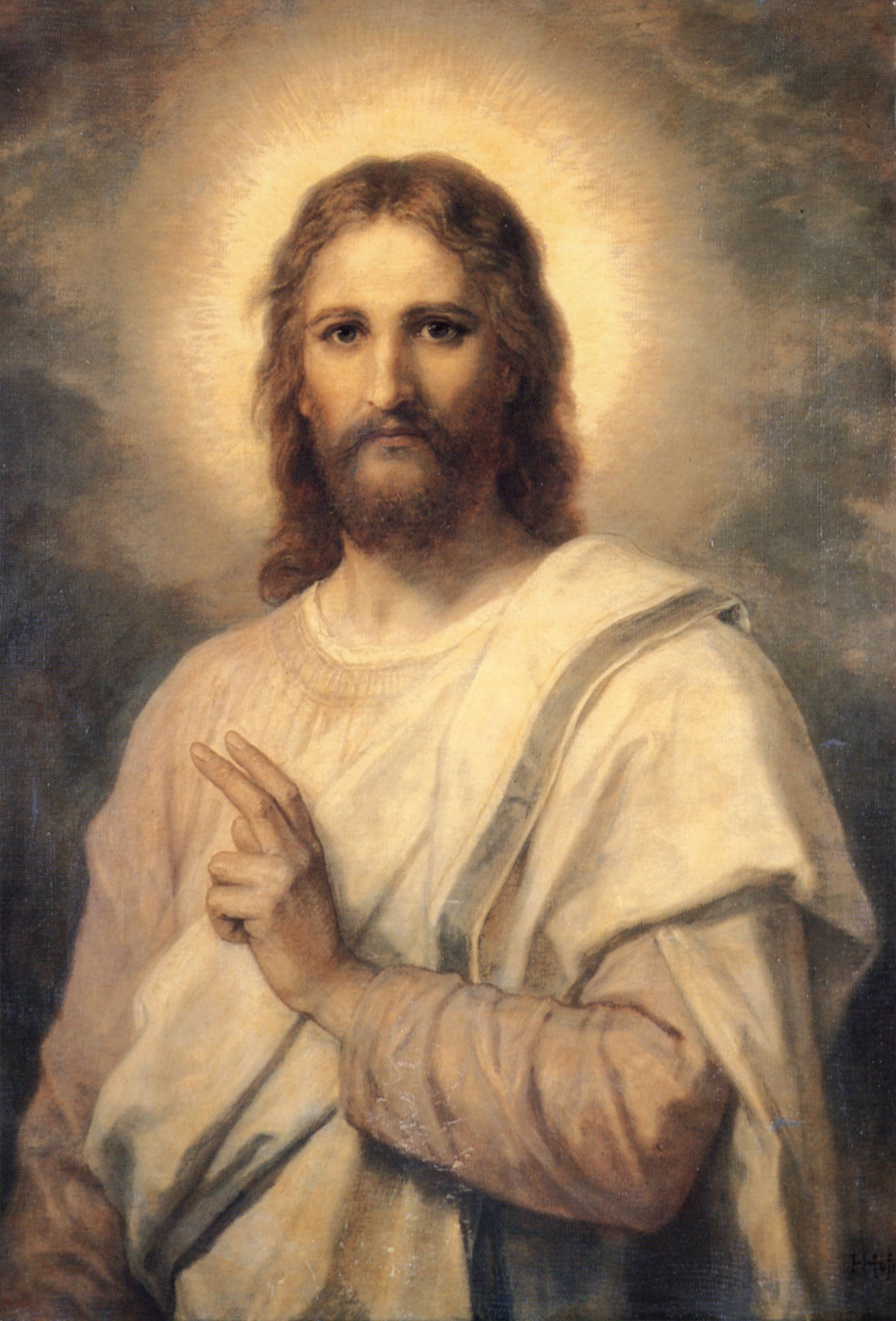
"Figure of Christ" de Heinrich Hofmann

Aucun texte chrétien ne précise quel jour dans l'année est né Jésus de Nazareth. Étant donné que, d'après les récits bibliques de Noël, les troupeaux sont dehors avec leurs bergers, certains auteurs en ont déduit que la naissance de Jésus ne s'est probablement pas située en hiver. Les premiers chrétiens ne fêtaient pas la naissance de Jésus-Christ comme le font les chrétiens d'aujourd'hui. D'ailleurs, pendant près de trois siècles, les chrétiens ne semblent pas avoir célébré d'autre fête annuelle que la Pâque quartodécimaine. Il aura fallu attendre plus de trois siècles et demi après Jésus-Christ pour que Noël devienne une fête religieuse officielle et encore deux siècles pour que cette fête soit généralisée.
La célébration de Noël en tant que jour de naissance de Jésus de Nazareth a conduit à la christianisation progressive de certaines traditions liées à la fête de Sol Invictus,,. À la suite de l'édit de Thessalonique (380) interdisant les cultes païens, la fête de Noël chrétienne (du latin Natalis) devient l'unique festivité romaine à pouvoir être célébrée le 25 décembre et se diffuse dans l'empire dont le christianisme est devenu l'unique religion officielle. Après la chute de l'Empire romain d'Occident, la fête de Yule est remplacée de la même manière lors de la christianisation des peuples germains et scandinaves. Noël devient une des fêtes chrétiennes les plus importantes durant la période médiévale et est diffusée dans le reste du monde lors de la colonisation et de l'occidentalisation contemporaine. Néanmoins, sa célébration n'étant pas exigée par des sources bibliques et conservant toujours de nombreux éléments païens, elle est rejetée par certains groupes chrétiens, comme les Témoins de Jéhovah, l'Église de Dieu restaurée, ou les Églises chrétiennes de Dieu (Christian Churches of God).
Noël n'est pas une fête célébrée par les premiers chrétiens. Elle ne figure pas dans les listes publiées par Irénée de Lyon et Tertullien. C’est à partir du IIIe siècle que certaines communautés chrétiennes cherchent à situer dans l’année la date de naissance de Jésus. De nombreuses dates furent proposées : 6 janvier (correspondant à l'Épiphanie, date choisie par les Basilidiens vers la fin du IIe siècle et reprise par les communautés chrétiennes d’Orient), 28 mars (mention dans De Pascha Computus, un calendrier des fêtes datant de 243), 18 novembre (date proposée par Clément d'Alexandrie)… Théologiquement, la royauté du Christ n'étant pas de ce monde, certains comme Origène (milieu du IIIe siècle) refusent même de célébrer cette naissance comme il était ainsi fait à l'époque pour un souverain temporel (roi, empereur, pharaon, reine).
Progressivement va apparaître le désir d'historiciser la naissance de Jésus-Christ. À partir du IVe siècle, une fête de la conception et de la naissance de Jésus-Christ, traduites par l'Épiphanie et Noël, va prendre place à côté des fêtes plus anciennes de Pâques et de la Pentecôte dans le calendrier liturgique chrétien en composition. Aussi au IVe siècle, la date du 25 décembre a été choisie comme date pour la fête de Noël, principalement dans le but de la substituer aux fêtes païennes qui étaient d'usage à l'époque, comme la fête de la renaissance du Soleil Invaincu (Sol Invictus), le solstice d'hiver et les Saturnales romaines qui avaient toutes lieu à la période du 25 décembre, « en leur donnant un sens nouveau »,. Le document le plus ancien mentionnant une célébration chrétienne à cette date du 25 décembre est le Chronographe de 354 (faisant référence à des recensions remontant au moins à 336).

## Histoire

### Début de l'ère chrétienne
Attestée à Rome, sous le pontificat de l'évêque Libère (entre 352 et 366), une fête de l'incarnation du Sauveur se déroule le 25 décembre à l'occasion de laquelle l'évêque rassemble les chrétiens dans la basilique nouvellement construite au Vatican, achevée en 354, dans un cadre plus général qui apparaît comme celui de la constitution d'un calendrier liturgique destiné à concurrencer, à Rome, les réjouissances païennes. Les Pères de l'Église ne se sont pas opposés à ce syncrétisme à propos de la Nativité, considérant que ce choix calendaire ne pouvait donner lieu à des hérésies théologiques et qu'il confirmait la venue du Messie annoncé comme l'« astre levant » et comme le « Soleil de justice » par le prophète Malachie. Noël s'est ainsi substituée aux célébrations de la fête païenne d'autant plus aisément que, les références bibliques aidant, s'est développée pour qualifier métaphoriquement le Christ nouveau-né toute une symbolique du « vrai soleil », du « nouveau soleil » resplendissant sur le monde. Le Noël chrétien peut ainsi être vu comme une contre-fête opposée par les chrétiens au Noël païen.
Cependant, cette thèse de contre-fête est actuellement remise en question par certains historiens, car si la fête du Sol Invictus encadrée par les Saturnales et les calendes de janvier est bien attestée, ils considèrent les preuves de sa célébration à la date spécifique du 25 décembre, avant celle de Noël, comme faibles,. La célébration chrétienne de Noël est peut-être venue combler un vide : « l'impression reste que, pour les chrétiens, les deux fêtes (le 25 décembre et le 6 janvier) s'ajoutent aux traditionnelles célébrations des Saturnales et des calendes. Au lieu de rompre avec les pratiques anciennes, la tentation est donc forte d'allonger la durée festive en lui consacrant près de quinze jours ». Il est donc possible que le choix du 25 décembre comme date commémorative de la naissance de Jésus-Christ, au IVe siècle, « ne réponde pas à la préoccupation de neutraliser une fête païenne, mais plutôt à un souci de profiter du symbolisme cosmique et de l'évidence du solstice pour tous les fidèles… Les Pères de l'Église auraient donc choisi le 25 décembre justement parce que cette date, pourtant riche de significations cosmiques, ne coïncidait pas avec une grande fête païenne ».
Puis les célébrations du temps de la nativité vont progressivement s'étendre, à l'instar du cycle pascal, avec une période de préparation de deux à quatre semaines — l'Avent —, puis une période qui se poursuit jusqu'à la conclusion du cycle avec la célébration de la présentation de Jésus au Temple qui prend place le 2 février à la Chandeleur. N'ayant pas de correspondance avec le calendrier hébraïque, à la différence des deux autres fêtes qui suivent ainsi le calendrier lunaire, la célébration de la naissance de Jésus-Christ suivra le calendrier solaire, ce qui ne sera pas sans poser de problèmes dans la détermination de l'année liturgique.
En 425, l'empereur d'Orient Théodose II codifie officiellement les cérémonies de la fête de Noël. Cette commémoration se répand progressivement en Gaule et en Orient.

### Moyen Âge

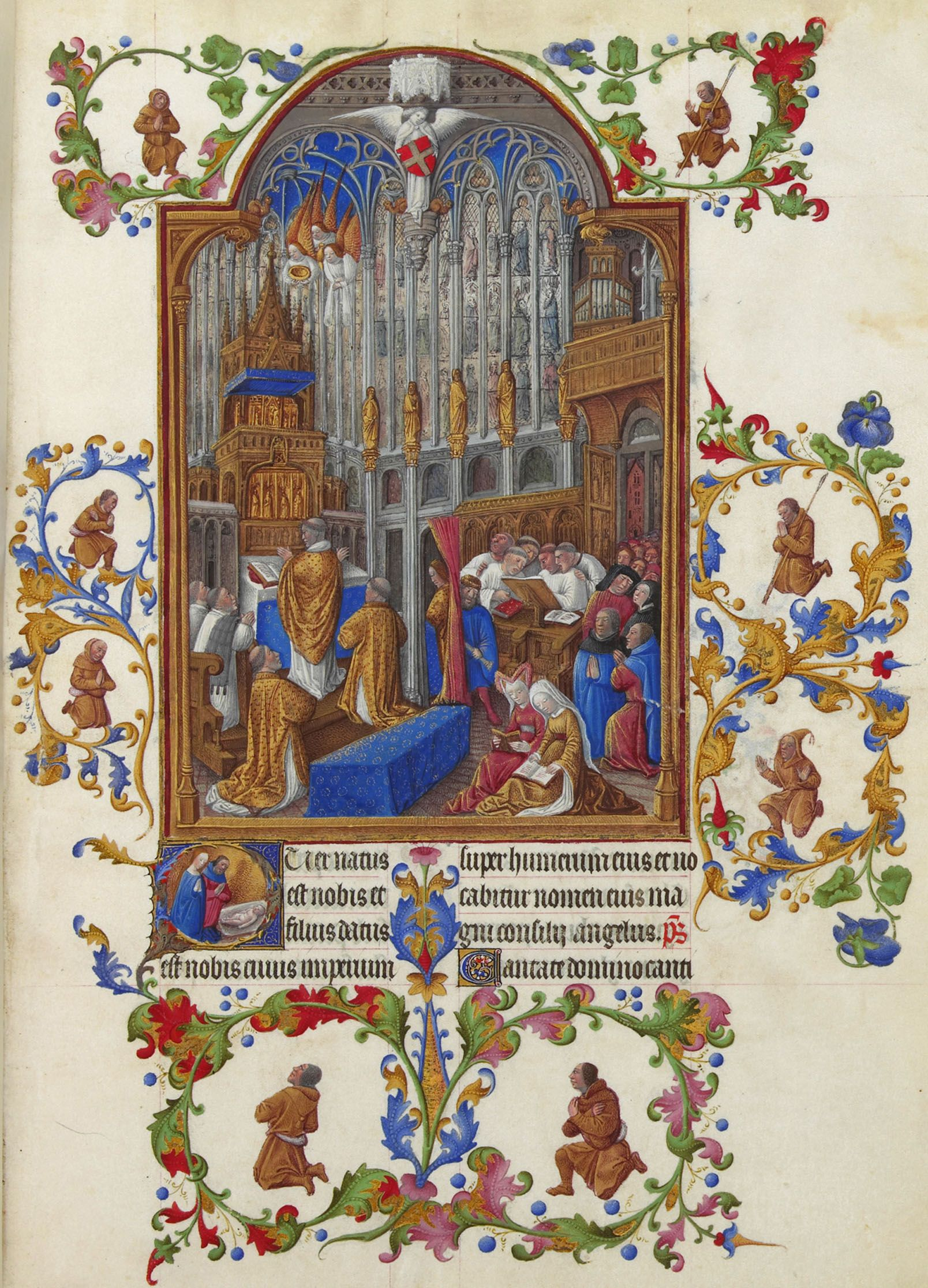
Messe de Noël, Les Très Riches Heures du duc de Berry, f.158r.

- Clovis est baptisé le soir de Noël d'une année comprise entre 496 et 506.
- En 506, le concile d’Agde fait de Noël une fête d’obligation.
- En 529, l’empereur Justinien en fait un jour chômé.
- En 800, Charlemagne est couronné empereur par le pape le jour de Noël.
- En 1066, Guillaume le Conquérant est couronné roi d'Angleterre à l'abbaye de Westminster le jour de Noël.

Au Ve siècle sous le pontificat de Grégoire le Grand, la messe de minuit se célèbre déjà. Au VIIe siècle, l'usage s'établit à Rome de célébrer trois messes : la vigile (veillée) au soir du 24 décembre, la messe de l'aurore et la messe du jour le 25 décembre. Les quarante jours qui précèdent Noël deviennent les « quarante jours de saint Martin » en l'honneur de saint Martin de Tours.
La fête de Noël continue progressivement à se répandre en Europe : fin du Ve siècle en Irlande, au VIIe siècle en Angleterre, au VIIIe siècle en Allemagne, au IXe siècle dans les pays scandinaves, aux IXe et Xe siècles dans les pays slaves. La fête s'inscrit dans le calendrier liturgique et implique une période de jeûne, l'Avent. Les gens décorent leur maison de houx et de verdure, ils s'habillent de neuf. En dehors de la messe de minuit qui marque le début de l'année liturgique, se multiplient des célébrations collectives (notamment la fête des Fous au cours de laquelle on élit le pape, l'évêque des fous, l'abbé des sots, personnages qui sont, pour une durée déterminée, rois de Noël), de nombreuses réjouissances (chants et danses, divers jeux de hasard ou d'adresse, notamment les dés) et de copieux repas (plats à base de bœuf ou d'oie engraissée). Les enfants, souvent costumés, forment des bandes de guisarts (déguisés en ancien français) qui vont de maison en maison, chanter et présenter leurs vœux, recevant en échange des fruits, gâteaux ou quelques pièces de monnaie.
Aux alentours de l'an mil, l'Église s'appuie sur l'importance du temps de Noël pour imposer aux seigneurs belliqueux une période de paix forcée, la Trêve de Dieu.
À partir du XIIe siècle, la célébration religieuse est accompagnée de drames liturgiques, les « mystères » qui mettent en scène l'adoration des bergers ou la procession des mages. Ces drames liturgiques se jouent primitivement dans les églises, puis gagnent les parvis.

### À partir de la Renaissance

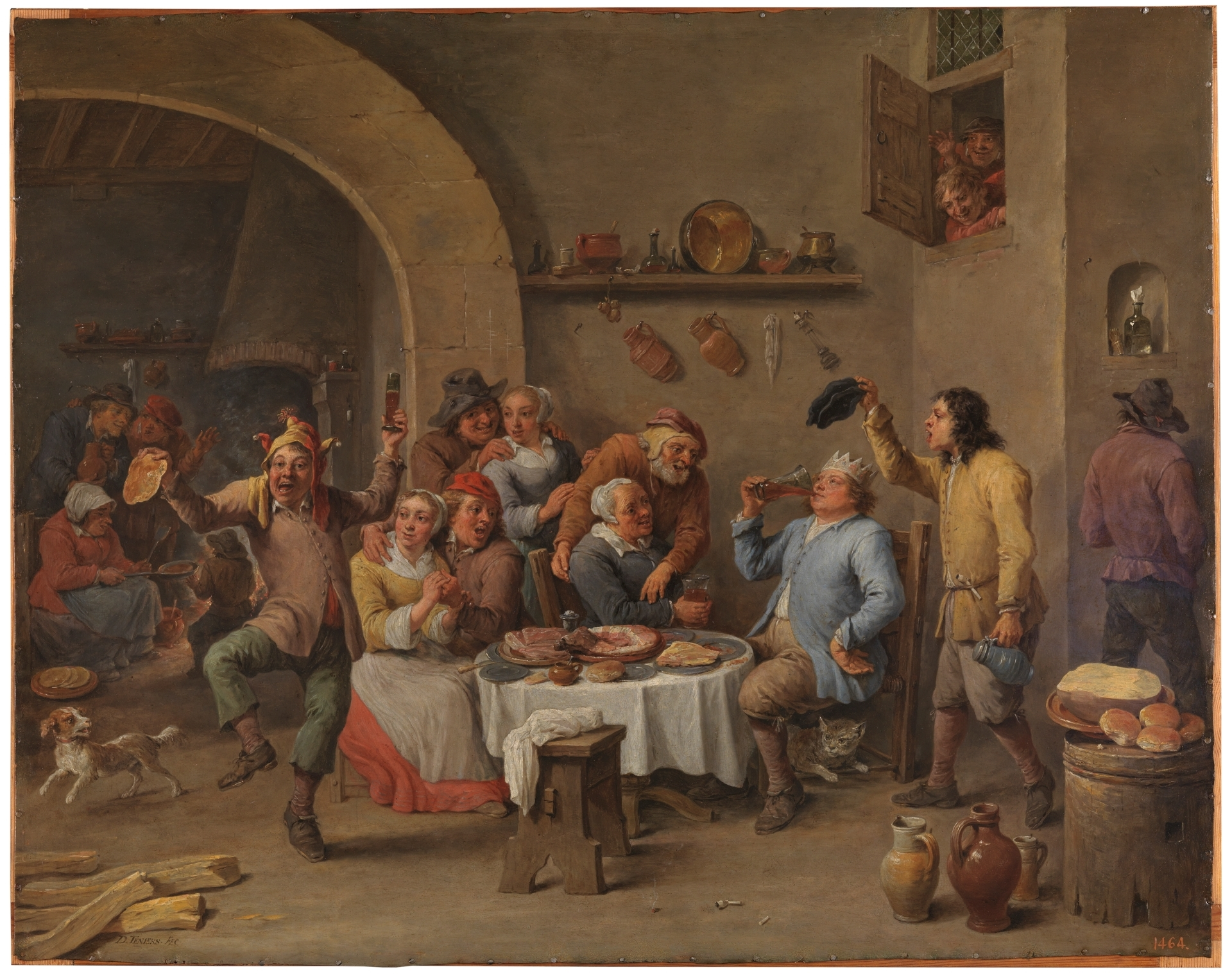
« La douzième nuit (le Roi boit) » par David Teniers.

Les premières crèches ressemblant à celles que nous connaissons (mise en scène occasionnelle et passagère de la Nativité non plus sur des peintures, fresques, mosaïques ou bas-reliefs mais avec des statues « indépendantes ») font leur apparition dans les églises et les couvents au XVIe siècle, d'abord en Italie. Elles se répandent dans les demeures d'aristocrates au XVIIe siècle, époque à laquelle Noël devient non seulement une fête religieuse célébrée à l'église mais aussi une fête familiale plus intime.
Dans les pays réformés, les célébrations de Noël, fête jugée trop païenne ou trop catholique, sont limitées. Interdites en Angleterre à partir de 1647, elles sont rétablies en 1660 mais restent mal vues de la majorité du clergé anglais. En Amérique du Nord à Boston, les premiers colons interdisent les célébrations de Noël. L'interdit sera levé en 1681.
Ce n'est qu'au XVIIIe siècle que l'aristocratie, les bourgeois et les artisans font de Noël un jour sacré de la famille. Au cours de la première révolution industrielle, se met en place un processus qui associe cadeaux, commerce et moments de générosité envers les enfants. Contrairement à une idée répandue, ce n'est pas à l'Angleterre victorienne puis à l'Amérique de Roosevelt, que l'on doit la forme contemporaine de la célébration familiale de Noël avec son sapin et ses cadeaux emballés. Ce rituel apparaît en Allemagne au début du XIXe siècle, sous l'influence notamment du pasteur germanique Friedrich Schleiermacher à l'origine de la théologie du sentiment et qui prône une nouvelle sensibilité noëlique centrée sur l'enfant. Selon le théologien allemand, la joie de l'enfant « devrait s'exprimer non pas dans les églises autour d'éléments controversés et arrangés de la vie du Christ, mais au sein de la famille à travers l'expérience sensible de la présence divine ».
En 1893, l'Église catholique enrichit le temps de Noël en instaurant la fête de la Sainte Famille le dimanche qui suit immédiatement Noël. Avec l'amélioration progressive du niveau de vie, la fête centrée autour des enfants et des cadeaux se diffuse à cette époque dans les couches populaires.
Ce folklore germanique de Noël (sapin de Noël, figure du père Noël…) arrive aux États-Unis avec les vagues migratoires allemandes et hollandaises (d'où le nom allemand du Père Noël en anglais : « Santa Klaus »), et s'y implante et généralise progressivement pendant le XIXe siècle. Après la Seconde Guerre mondiale, le soft power consumériste américain exporte dans le monde entier cet imaginaire très laïcisé, avec un accueil d'abord plutôt hostile des autorités ecclésiastiques, d'autant que ce folklore tend à remplacer les crèches et autres rituels religieux.
L'anthropologue Claude Lévi-Strauss note en 1952 que ces « usages qui paraissaient, il y a quelques années encore, puérils et baroques au Français visitant les États-Unis, et comme l’un des signes les plus évidents de l’incompatibilité foncière entre les deux mentalités » se sont acclimatés en France avec une rapidité stupéfiante, grâce à la complicité des municipalités anticléricales et des commerçants.
Avec la mondialisation des échanges culturels et la laïcisation de la société, les festivités liées à Noël prennent progressivement un caractère profane, familial et mercantile et sont de plus en plus déconnectées de l'interprétation religieuse. Noël est néanmoins un jour férié dans de nombreux pays et donne parfois lieu à des vacances scolaires permettant le rassemblement des familles.
De nos jours, il reste interdit de fêter Noël dans quelques pays musulmans comme la Somalie et le sultanat de Brunei.

## Célébration
Durant la période de Noël, il est de coutume d'offrir des cadeaux et d'exprimer sa solidarité envers les démunis. Le don est présent dans de nombreuses traditions, comme celle de servir un repas au premier pauvre croisé au jour de Noël, ou dans l'exceptionnelle générosité des aumônes accordées aux mendiants à la sortie de l'office célébré durant la nuit de Noël.
La popularité de cette fête a fait que Noël est devenu un patronyme et un prénom dans de nombreuses langues parlées par les peuples chrétiens.
Noël est redevenue généralement une fête profane où des membres d'une même famille se retrouvent et s'échangent des cadeaux entre eux selon un rituel très répandu en Occident : décoration de son habitation et de l'arbre de Noël (sapin dans les pays froids ou tempérés) ; installation, le soir du 24 décembre pour le réveillon de Noël, de bas sur la cheminée ou des chaussures de tous les membres de la famille au pied de l'arbre ; ouverture des cadeaux quelques heures après, souvent le matin du 25 décembre ; repas constitué d'une dinde de Noël et se terminant par une bûche de Noël, etc. Ce rituel se retrouve également à l'échelle d'une population locale avec la décoration des rues et vitrines de magasins des villes et villages dès le début du mois de décembre, la venue du père Noël sur les marchés ou dans les écoles maternelles, ou en janvier par la galette des Rois, qui fête l'arrivée des rois mages auprès de l'enfant Jésus.
Ces traditions sont très largement admises et partagées par la majorité des chrétiens pratiquants qui personnalisent leur fête religieuse par l'ajout d'une crèche et, pour les catholiques, la célébration de la Nativité pendant la messe de minuit ; quelques-uns y voient cependant un détournement de la fête de Noël. Déchristianisé, ce jour devient, pour certaines familles, la fête où les parents célèbrent leurs enfants : ils manifestent leur amour par des cadeaux sans raison (contrairement aux anniversaires, fêtes individuelles, etc.), même si pour l'enfant le cadeau est parfois associé à un comportement jugé conforme. La célébration de cette fête est ainsi à l'origine des controverses de Noël.

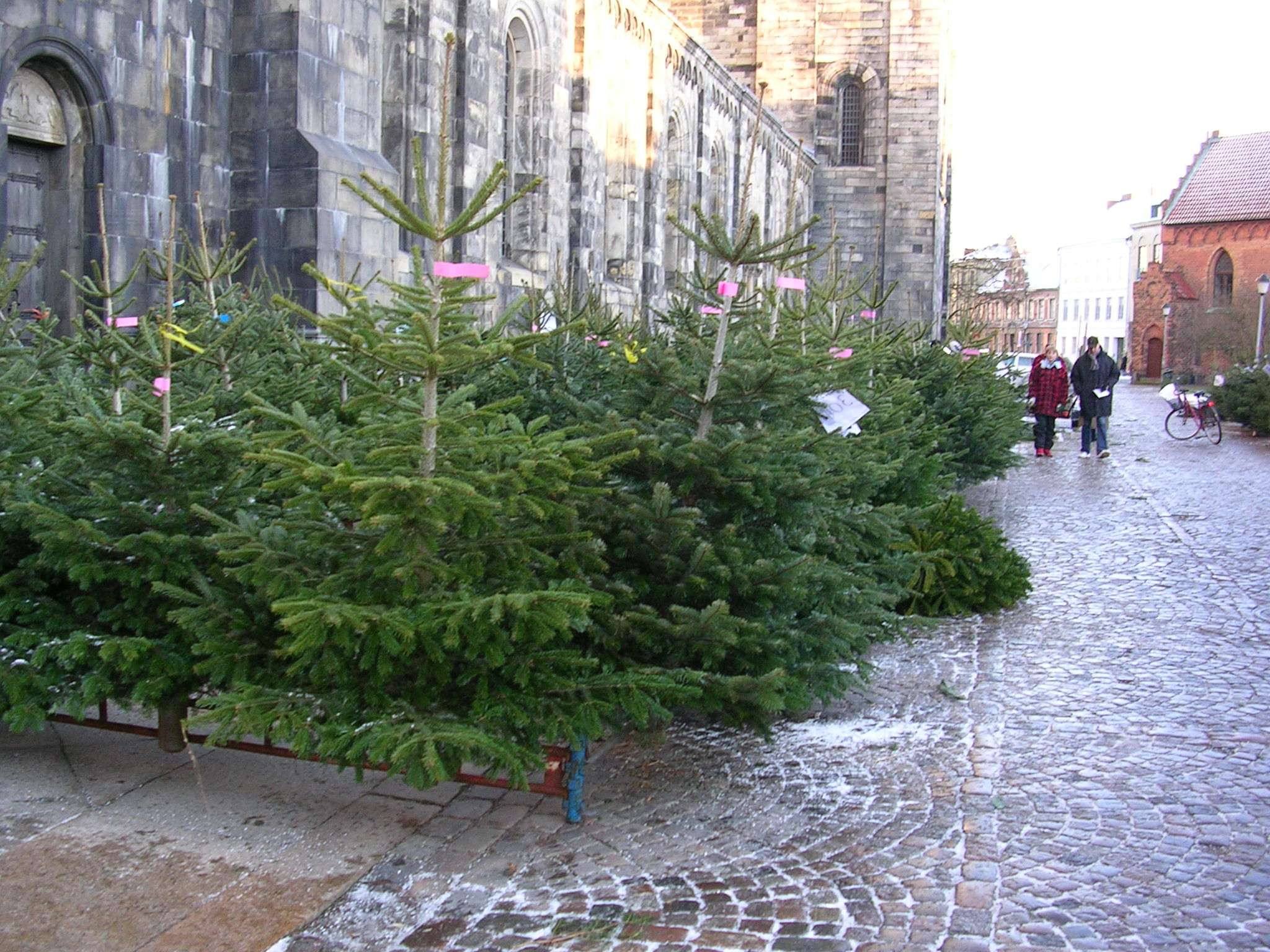
Vente de sapins de Noël.

D'autres grandes religions connaissent des fêtes où les parents remercient leurs enfants d'exister. Mais les instances catholiques expriment depuis longtemps leur désapprobation devant la tournure mercantile que prend cette fête. Exceptionnellement cette désapprobation a pu prendre des aspects spectaculaires, comme le 23 décembre 1951 où une effigie représentant le père Noël a été brûlée sur le parvis de la cathédrale de Dijon par des paroissiens.
Plusieurs Églises ne fêtent pas Noël, l'assimilant à une fête païenne,,. Noël est considéré comme une fête commerciale. L'achat massif de cadeaux de Noël a pour effet un pic dans la consommation, notamment sur les secteurs du jouet, du loisir, de l'alimentation et de la restauration. En réponse à cette frénésie d'achats, une journée mondiale sans achat, programmée le plus souvent le 25 novembre, est organisée par les adbusters afin de dénoncer l'aspect économique de cette fête, et par extension la consommation de masse en général.
L'affaiblissement des pratiques chrétiennes a paradoxalement fait attiser les tenants d'une fête radicalement laïcisée ou, à l'inverse, ceux d'un Noël multicultuel.
Certaines personnes peuvent craindre ces célébrations et éprouver de l'angoisse, un sentiment de mal-être, voire de la déprime à l'approche de Noël. Cette peur sous sa forme extrême peut être qualifiée de natalophobie.

### Célébration rituelle chrétienne - Sens de cette fête
La plupart des Églises chrétiennes célèbrent Noël le 25 décembre de leur calendrier liturgique respectif, qui peut correspondre à une date différente du calendrier civil. Le 25 décembre marquait depuis Aurélien (depuis 274) l'anniversaire du Sol Invictus. Pour des raisons symboliques, et dans un souci de christianiser les anciennes fêtes païennes, cette date fut progressivement étendue à tout l'Occident latin. Dans le christianisme, cette date correspond donc à la fête de la naissance du Christ, mais pas à son anniversaire.
Pour les Églises orthodoxes, dont le calendrier liturgique est basé sur le calendrier julien, la date du 25 décembre correspond au 7 janvier du calendrier civil actuel et au solstice d'hiver du calendrier égyptien. Seule l'Église apostolique arménienne a conservé la date précise du 6 janvier comme jour de la fête de Noël. L'Église catholique romaine, les Églises protestantes et les Églises chrétiennes évangéliques célèbrent Noël le 25 décembre du calendrier grégorien, qui est le calendrier civil actuel. Le jour de la saint Emmanuel a été fixé tardivement dans l'empire romain d'Occident, vers le milieu du IVe siècle.
Constituant avec Pâques une des grandes fêtes chrétiennes, Noël s'est progressivement chargé de traditions locales, mélanges d'innovations et de maintien de folklore ancien, au point de présenter l'aspect d'une fête profane populaire possédant de nombreuses variantes, dans le temps comme dans l'espace. L'association de la mémoire d'une naissance a facilité la place centrale prise par la famille dans le sens et le déroulement de cette fête. L'Église catholique romaine insiste par exemple sur cet aspect depuis l'instauration en 1893 de la fête de la « Sainte Famille », le dimanche suivant le 25 décembre. Les cadeaux, sous forme d'étrennes, semblent être une réminiscence des cadeaux effectués lors des fêtes romaines des Saturnales, en décembre (strenae).

### Animations

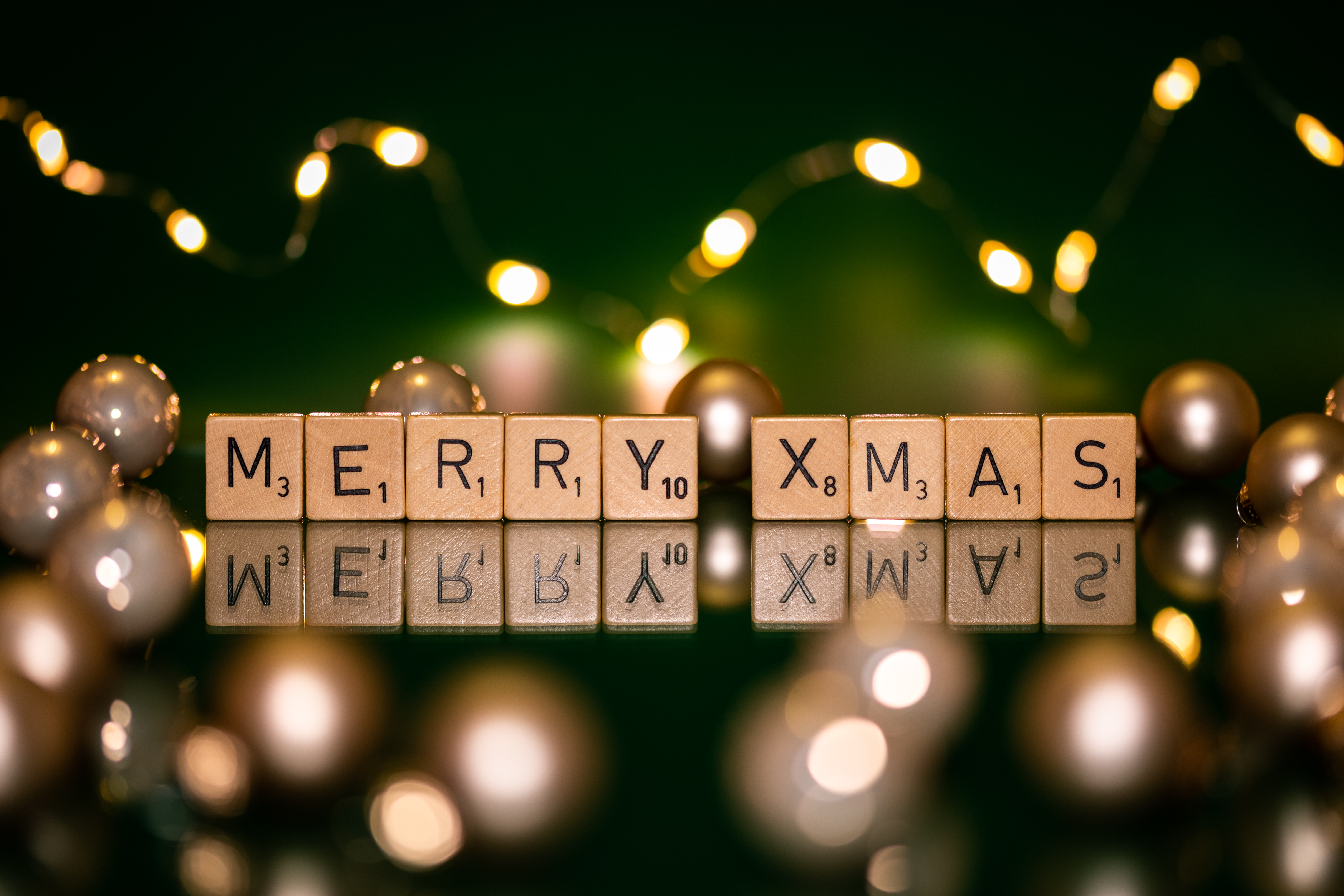
Merry Xmas, expression anglo-américaine pour dire Joyeux Noël, reproduite avec un jeu de Scrabble.

Les animations de Noël sont nombreuses et variées. Certaines sont plus symboliques et récurrentes que d'autres comme les arbres de Noël, les spectacles de Noël et les marchés de Noël. Toutes ont pour objectif premier d'apporter le rêve et la magie associés à Noël, en partie pour les enfants.

### Arbres de Noël

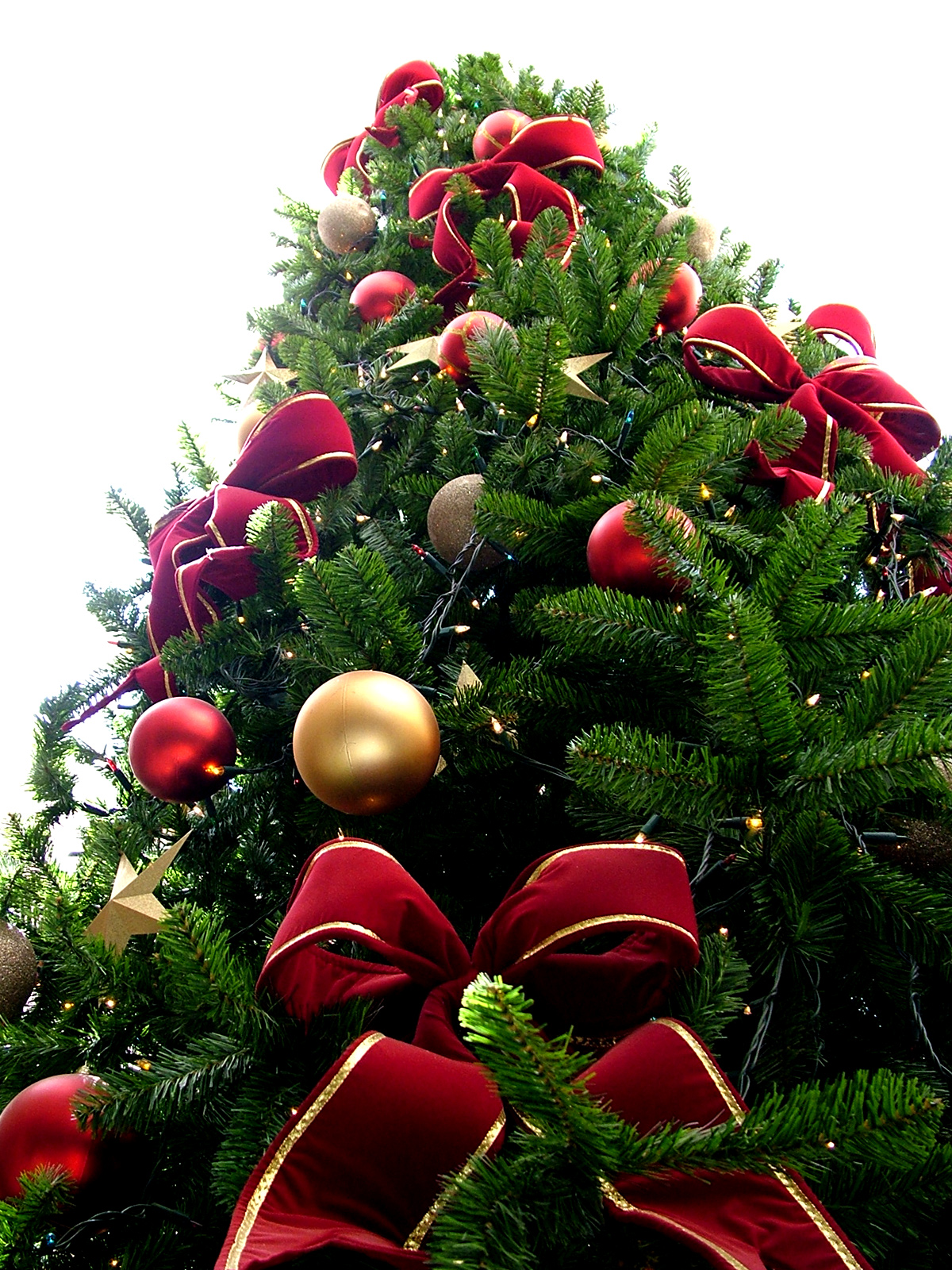
Sapin de Noël.

Deux types d'arbres de Noël sont aperçus : les arbres de Noël privés (généralement internes aux entreprises) et les arbres de Noël publics. Les arbres de Noël privés sont généralement composés de spectacles, et d'animations mettant en scène des protagonistes déguisés : des lutins de Noël, la mère Noël, le Père Noël… Les arbres de Noël publics sont différents : un sapin de Noël de grande taille à proximité d'un marché de Noël avec, parfois, un Père Noël qui accepte de poser pour des photos.

### Spectacles de Noël
Les spectacles de Noël sont souvent privés. Pour les comités d'entreprise quelques semaines avant Noël ou tout simplement pour le grand public. Le principe étant de donner du rêve aux enfants, sur la thématique de Noël, en leur racontant des histoires grandeur nature, en distribuant des papillotes, les personnages animant cet événement étant déguisés. À la Place des Arts de Montréal, la tradition des Fêtes consiste en la présentation du ballet Casse-Noisette de Tchaïkovski dans la mise en scène de Fernand Nault. Les représentations ont lieu de la mi-décembre jusqu'au 31 décembre. Les Grands Ballets canadiens de Montréal ont une fondation, la fondation Casse-Noisettes, qui permet aux enfants plus démunis d'assister au spectacle. De plus, avant chaque représentation, un comédien récite l'histoire de Casse-Noisette aux enfants afin de leur permettre de mieux comprendre ce qui se passera sur scène. À ce moment-là, un tirage s'effectue parmi les enfants qui ont entre 6  et   10 ans, dans le but de choisir quelqu'un qui jouera le rôle d'une souris dans la scène de la bataille des soldats-jouets contre le roi des souris.

### Veillée de Noël

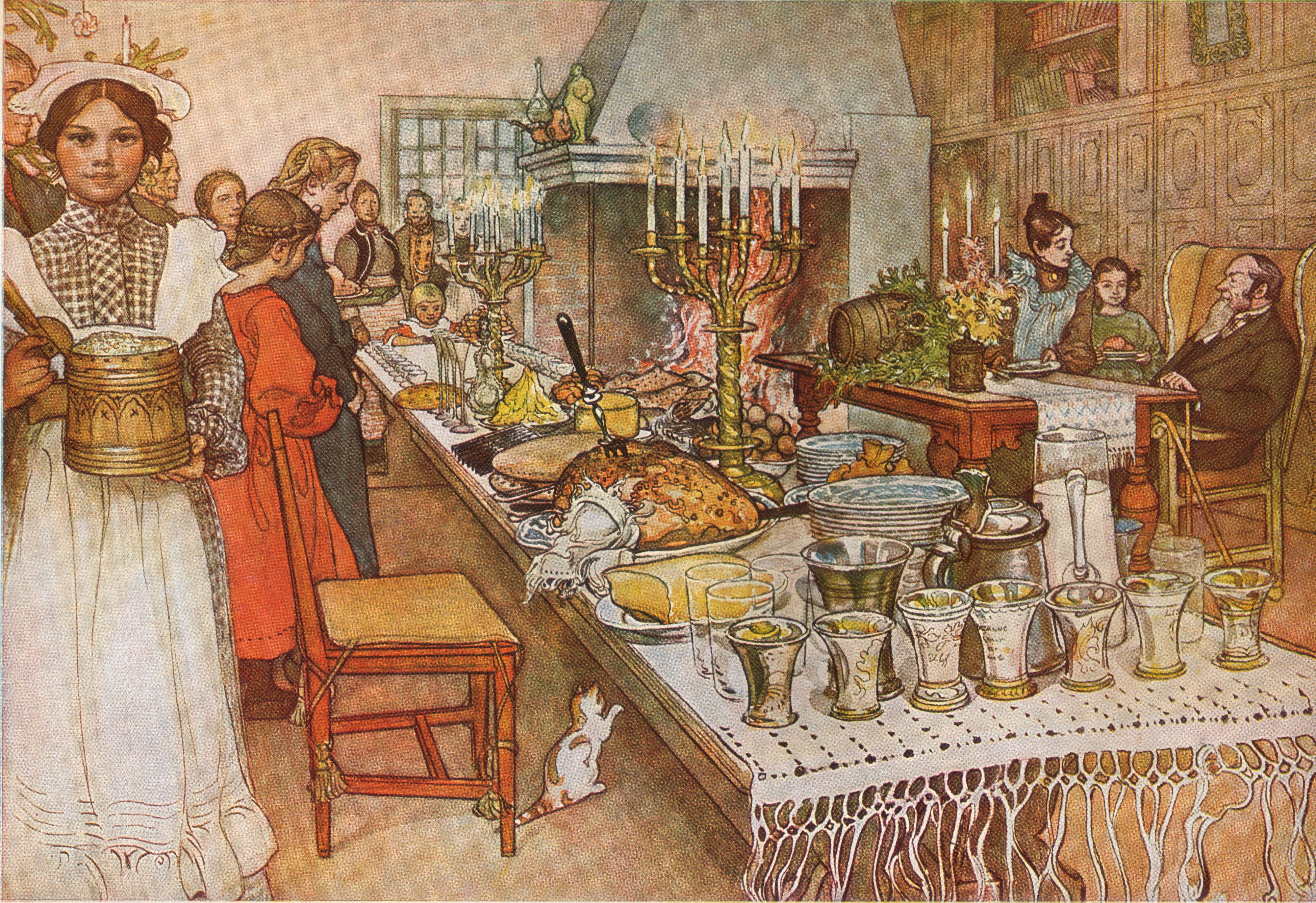
Repas de Noël en Europe du Nord au début du XXe siècle dans une famille aisée (illustration de Carl Larsson, 1904-1905).

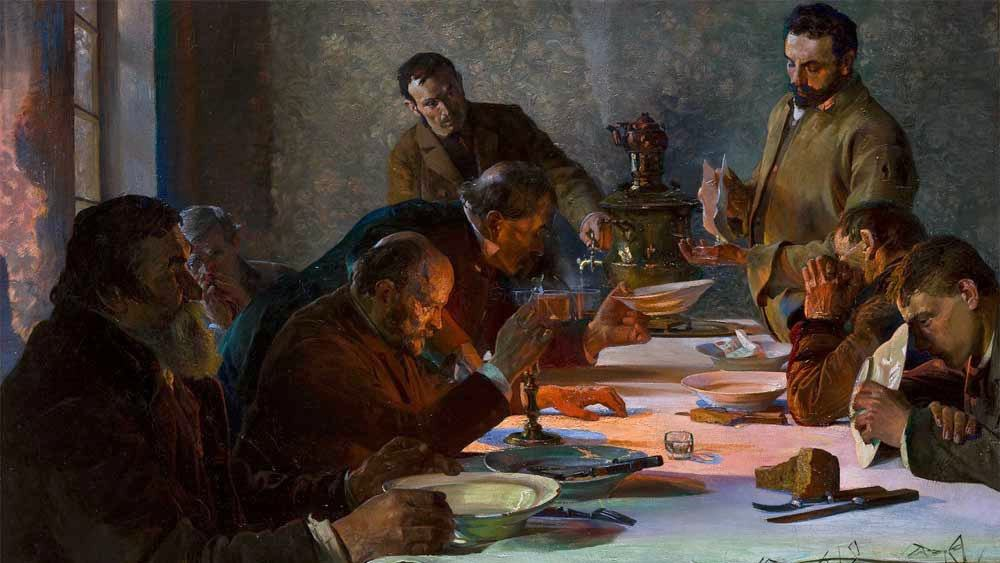
Veillée de Noël en Sibérie, 1892, par Jacek Malczewski.

La soirée du 24 décembre est dans la très grande majorité des cas, passée en famille.
En France, les trois-quarts des Français considèrent que Noël est d'abord une fête familiale ou commerciale. Ce repas de Noël est le repas festif, constitué notamment de la dinde de Noël, de fruits de mer, de foie gras et qui se termine traditionnellement par la bûche de Noël, un dessert en forme de petite bûche ; ce dernier est souvent un gâteau roulé recouvert de crème au chocolat, parfois il s'agit d'une glace. Cette bûche rappelle la tradition ancienne où l'on mettait au feu une grosse bûche en début de soirée. Cette bûche était choisie pour sa taille et sa qualité car elle devait brûler pendant toute la veillée.
Dans d'autres régions du monde, le menu traditionnel de ce repas est tout différent. Au Japon, les couples fêtent généralement Noël sous la forme d'une soirée romantique au restaurant, ou à la maison en famille pour ceux qui ont de jeunes enfants. En Europe de l'Est (Pologne), ce repas est strictement « maigre », donc végétarien ; aucune viande, aucune charcuterie n'est servie lors du repas de soirée du Noël. On sert les viandes seulement lors du déjeuner de la journée suivante, le premier jour des fêtes de Noël consacré au strict cercle de la famille entre les enfants et parents. Ce n'est que le deuxième jour de ces fêtes qu'on se rend en visite, allant déjeuner ou dîner chez la famille élargie (oncles, tantes) ou chez les amis.

### Père Noël

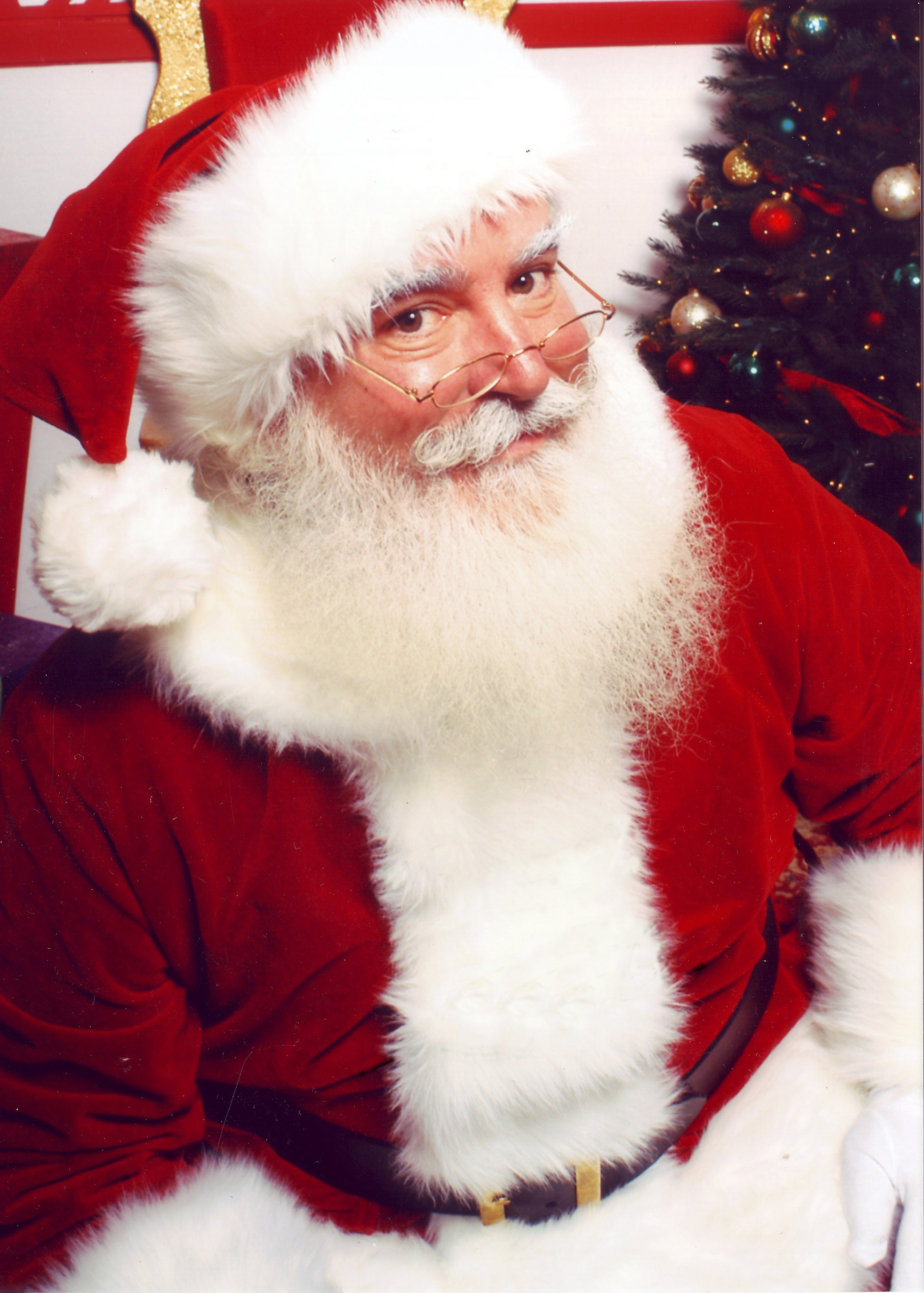
Père Noël typique des pays anglo-saxons.

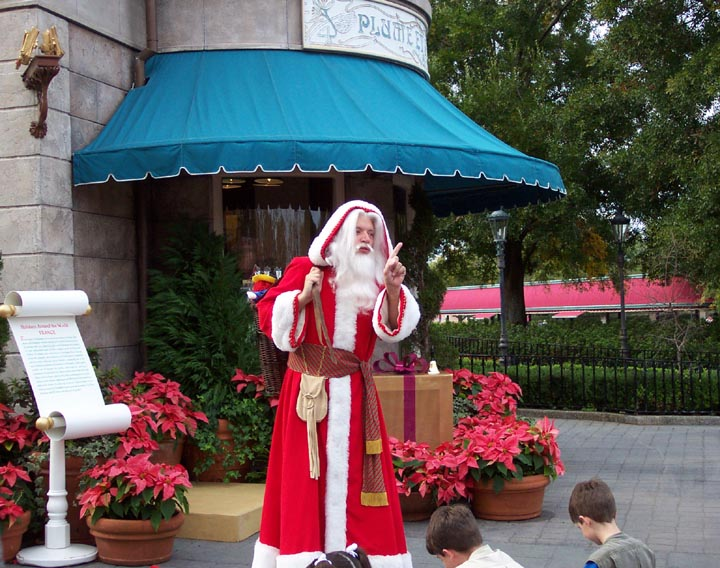
Version française du Père Noël.

Chargé d'apporter des cadeaux, il est représenté comme un vieil homme pourvu d'une longue barbe blanche et d'une houppelande rouge. Cette image est accompagnée de tout un folklore : traîneau volant tiré par plusieurs rennes, lettre de demande de cadeaux à son intention, sa hotte remplie de jouets, etc.
Le nom de Santa Claus apparaît pour la première fois en 1821, dans un poème anonyme américain intitulé L'ami d'un enfant. Deux ans plus tard, le pasteur Clement Moore écrit pour ses fils une courte fable intitulée The night before Christmas. La légende du Père Noël est née. Toutes les caractéristiques de ce bienfaiteur sont réunis. Toutefois, il est décrit comme un « espiègle lutin », sa taille lui permettant de passer par les cheminées. Par la suite, ce personnage est popularisé en Europe par Charles Dickens et ses cinq Livres de Noël, dont la publication du premier, Un chant de Noël (A Christmas Carol, dans sa version originale), remonte à 1843. La première mention du « père Noël » en français est trouvée en 1855 sous la plume de George Sand. Une de ses premières représentations date de 1868, dessinée par Thomas Nast pour Harper's Weekly. À l'origine, le personnage est habillé soit en vert, soit en rouge, au gré de la fantaisie des illustrateurs.
Il est clairement inspiré du saint Nicolas chrétien. En effet, son nom anglais Santa Claus est directement inspiré de l'hollandais Sinter Klaas désignant Saint Nicolas. Il revêt des habits similaires tels que la barbe blanche, le bonnet en fourrure et le grand manteau rouge. Enfin, ils se déplacent durant une nuit du mois de décembre pour distribuer leurs récompenses.
Le Père Noël peut également être assimilé à Julenisse, un lutin scandinave qui avait la même fonction à la fête de la mi-hiver, jul, en norvégien, (ou « Jol » ou « Midtvintersblot » correspond au solstice d'hiver) et aidait aux travaux de la ferme.

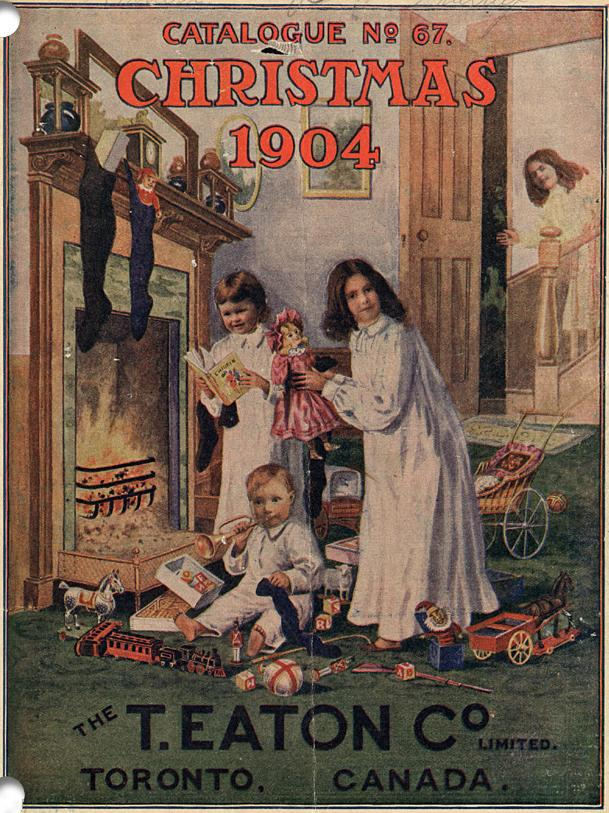
Couverture d'un catalogue offrant des cadeaux de Noël (1904).

### Cadeaux
Le rituel des cadeaux remonte à l'Antiquité. Les Hommes s'échangeaient des présents lors du solstice d'hiver pour se porter chance lors des jours à venir. Les Romains procédaient à ce cérémoniel lors des Saturnales, réjouissances en l'honneur de Saturne. On s'offre de bonnes victuailles, généralement sucrée, afin que l'année à venir soit douce. Au cours du Moyen Âge, l'échange de présents est progressivement associé aux enfants. Aux XVIIIᵉ et XIXᵉ siècles, les enfants viennent réclamer des cadeaux ou des sucreries lors de la veillée de Noël auprès de leurs voisins. En échange, ils entonnent des chants traditionnels. Par la suite, avec le développement de la bourgeoisie, les récompenses leur sont directement livrées par des personnages fantastiques, tel que le Père Noël. Cette pratique s'uniformise dans la seconde moitié du XXᵉ siècle.
Les présents s'échangent le jour de Noël avec les personnes réunies sous le même toit, et dans les jours qui suivent avec la famille et les amis proches. Ces cadeaux sont bien emballés dans des papiers aux motifs colorés. Ils sont ouverts le matin de Noël, ou parfois à la fin de la veillée de Noël. Pour les enfants, ces cadeaux sont essentiellement des jouets et Noël est la période où les marchands de jouets réalisent l'essentiel de leurs ventes.
La tradition de faire des cadeaux se maintient hors de tout contexte chrétien. Gérald Berthoud, professeur d'anthropologie culturelle et sociale à l'Université de Lausanne, l'explique ainsi : « La période de Noël, qui est très chargée cérémoniellement, possède une certaine intensité rituelle. Même si nous vivons fondamentalement dans une société marchande, il y a dans [l']échange de cadeaux [à Noël] quelque chose qui est de l'ordre du don et qui est universel dans son principe : ils créent, maintiennent et consolident des liens ; ils constituent en quelque sorte une matrice du social ».

### Décorations

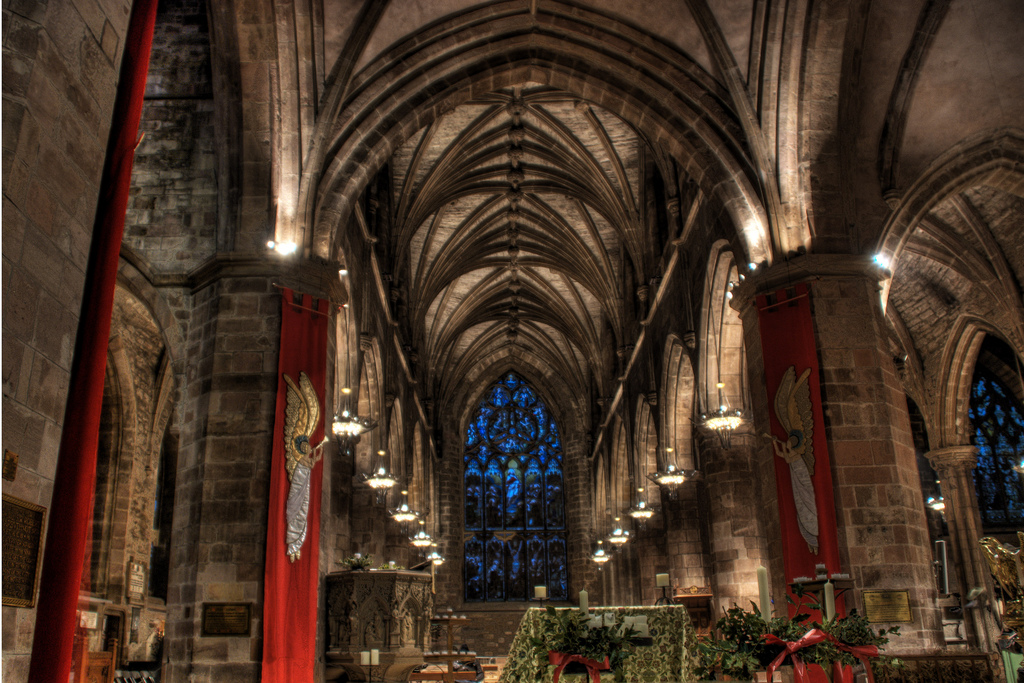
Cathédrale Saint-Gilles d'Édimbourg avec des décorations de Noël

Présentes, aussi bien à l'intérieur des habitations que dans les rues, elles donnent un air de fête. Elles sont souvent lumineuses pour pouvoir être allumées dès la nuit tombée.
Le sapin de Noël, toujours présent à l'intérieur des habitations, est chargé de décorer et de regrouper les cadeaux de Noël dans les familles. La plus ancienne trace écrite en rapport avec une tradition d'arbre de Noël viendrait d'Alsace : à Strasbourg en 1492 ou à Sélestat en 1521,, voire en Allemagne. Certains auteurs font le rapprochement avec les mystères, pièces de théâtre jouées dans les églises ou sur les parvis : au temps de Noël, on représentait les récits bibliques de la Création du monde, et un sapin figurait l'arbre de vie planté au milieu du paradis terrestre. Cet arbre était décoré d’oblatas (offrandes, petites friandises figurant les hosties), et de pommes représentant le fruit défendu, objet du premier péché.

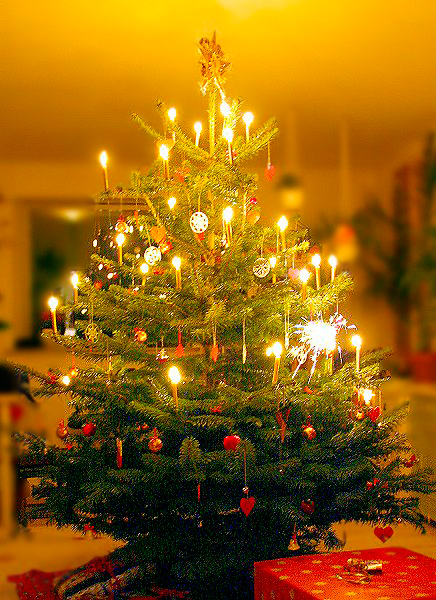
Le sapin de Noël.

Cependant, la tradition d'un arbre décoré est beaucoup plus ancienne puisque les Celtes décoraient déjà un arbre, symbole de vie au moment du solstice d'hiver. Les Scandinaves faisaient de même pour la fête de Jul, qui avait lieu à peu près à la même date que Noël. L'installation de cet arbre sera d'ailleurs considérée comme une pratique païenne jusqu'au milieu du XXe siècle par l'Église catholique. Interdit en URSS dans le cadre de la politique antireligieuse d'État, le sapin de Noël est à nouveau autorisé par Joseph Staline à partir de 1934, mais à condition d'être dressé désormais pour célébrer le Nouvel An.
En France, cette tradition d'abord confinée à l'Alsace est popularisée par les Alsaciens émigrés vers la « France de l'intérieur » après la guerre de 1870. L'un des plus grands sapins de l'hexagone est celui de Strasbourg. Il culmine à 30 mètres de haut.

### Marchés de Noël

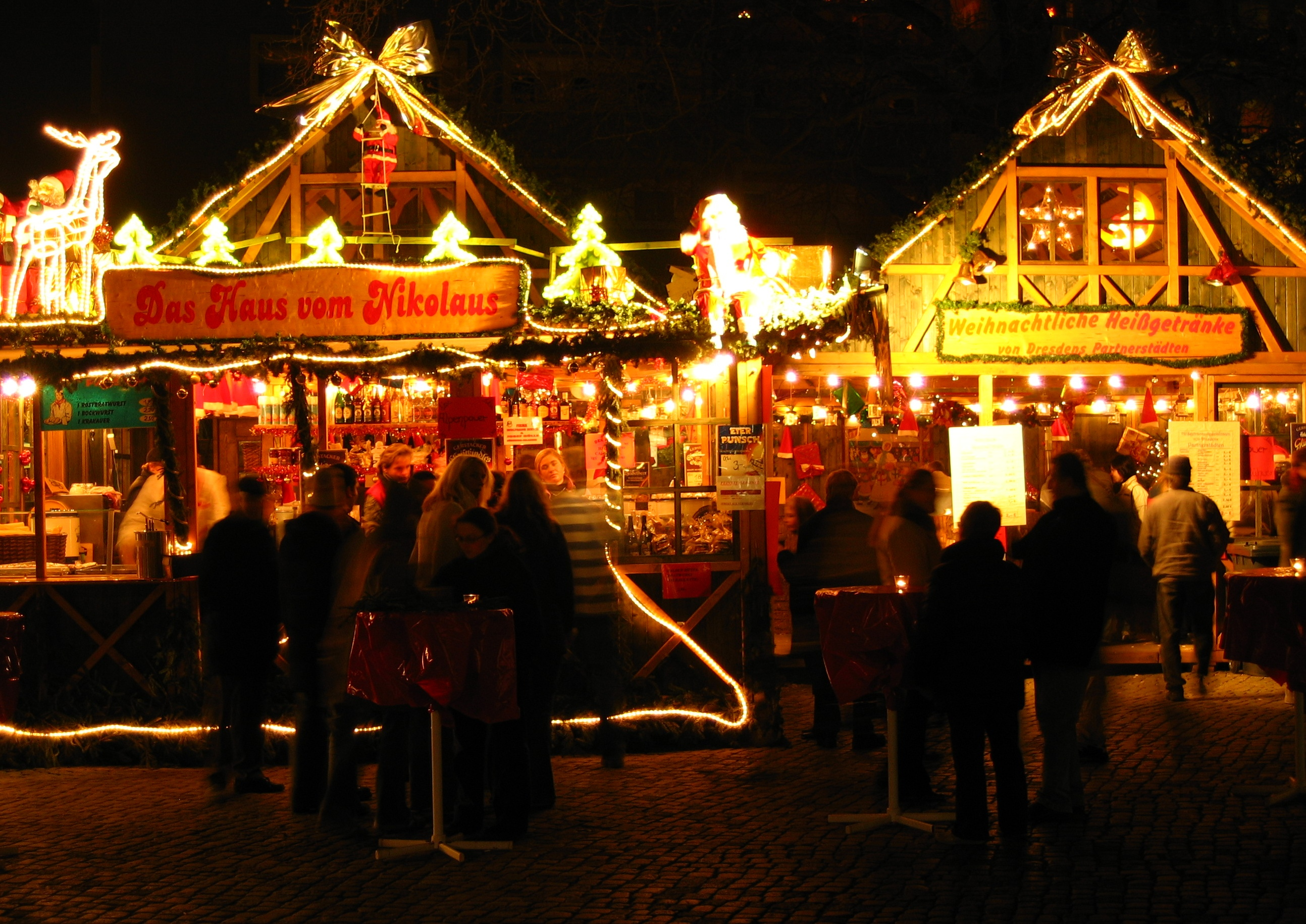
Marché de Noël à Düsseldorf.

Cette tradition est plus ancienne que les sapins. Les marchés de Noël existent depuis le Moyen Âge. Ils sont apparus dans le Saint-Empire romain germanique, au cours du XIIIe siècle. Le premier est organisé à Vienne, en 1294. Il est nommé le « marché de la Saint-Nicolas ». Celui-ci permet de fournir des vivres avant l'hiver. Cette foire se diffuse progressivement dans une large partie de l'Europe centrale, notamment en Allemagne actuelle. Au XIXe siècle, avec la révolution industrielle, les marchés de Noël sont de plus en plus nombreux. En France, la tradition des marchés de Noël, vivante dans l'Est (Alsace, Moselle), s'est répandue dans le reste du pays au cours des années 1990. Désormais, cette tradition se retrouve partout à travers le monde, dans les grandes métropoles (exemple : États-Unis, Russie, Canada, Japon, Inde). Ils se composent d'échoppes habituellement en bois et construites pour l'occasion, qui proposent des petits articles de décoration, des jouets et des cadeaux souvent artisanaux.
Les marchés de Noël s'étendent généralement de fin novembre à fin décembre.
Historiquement, ils présentent des produits artisanaux dédiés à Noël. Ce type de manifestation perdure dans le temps même si la nature des produits a tendance à devenir de plus en plus industrielle et hétéroclite.

### Église catholique
Noël est la deuxième des cinq fêtes cardinales de l'année liturgique catholique.

#### Avent et célébrations

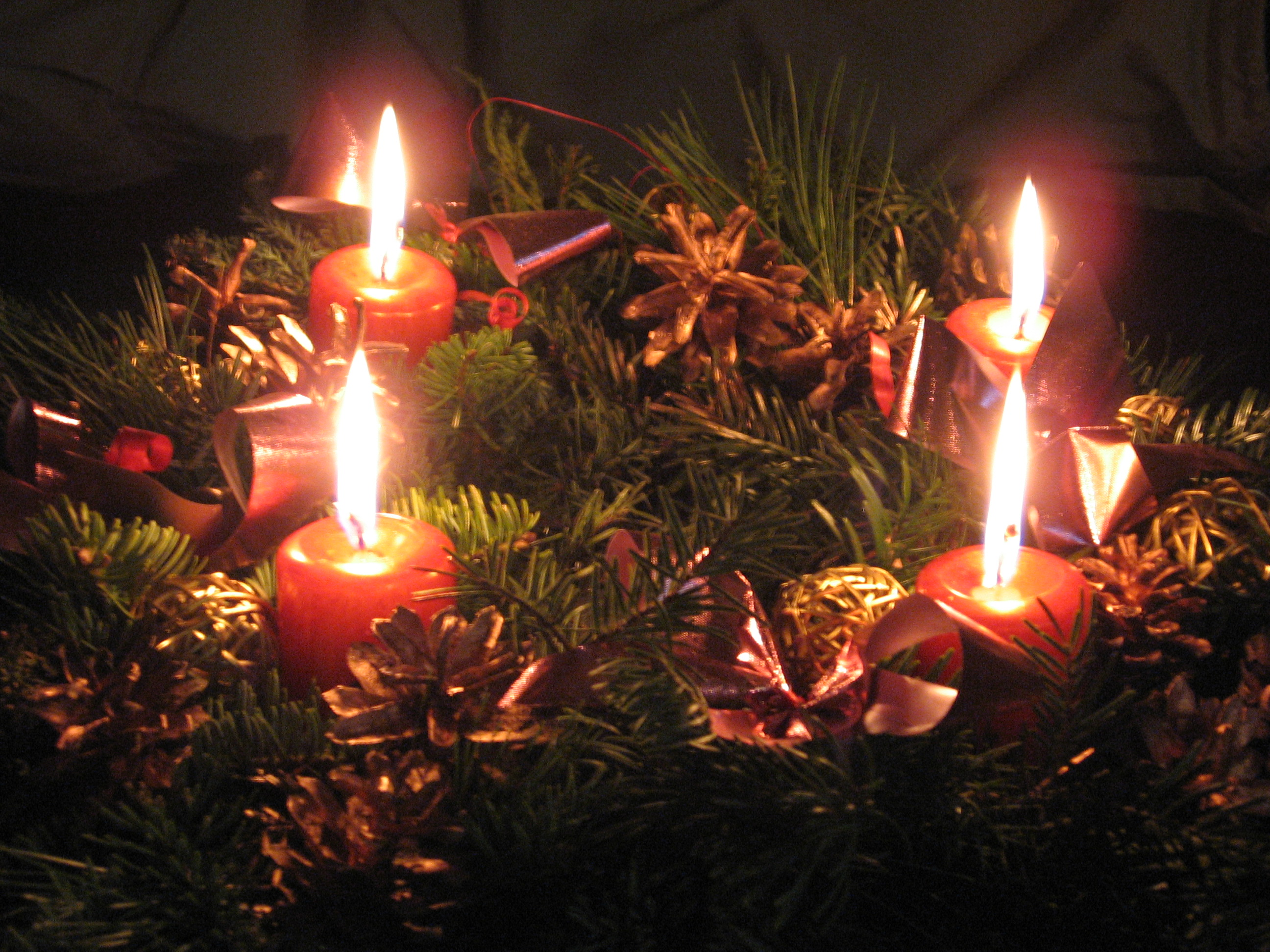
Couronne de l'Avent.

L'Avent est la période liturgique qui englobe les quatre dimanches qui précèdent Noël. Depuis le XIXe siècle au Nord de l'Europe, plus récemment en France, les chrétiens préparent 4 bougies. Chaque dimanche, ils allument une bougie, puis une de plus chaque dimanche suivant. Ces bougies symbolisent la lumière qui va renaître le soir de Noël. Ces bougies sont souvent réunies sur un même support, le plus courant ayant une forme de couronne sur laquelle se répartissent les bougies. Cette couronne est appelée couronne de l'Avent. Dans les pays du Nord de l'Europe et aux États-Unis, une telle couronne, sans bougie, peut être suspendue à l'extérieur de la porte d'entrée des habitations. Elle est généralement faite de petites branches feuillues tenues par des rubans colorés.
De cette période est née la tradition du calendrier de l'Avent : il consiste en une grande planche en carton prédécoupée, dans laquelle s'ouvrent des petites fenêtres, une par jour depuis le 1er décembre jusqu'à Noël (24 jours). Chaque fenêtre contient une phrase de l'Évangile (version chrétienne), ou une petite confiserie ou un jouet (version profane).
D'un point de vue liturgique, les communautés de religieux et certaines églises catholiques, lors des Vêpres précédant Noël, respectent les anciennes grandes antiennes Ô et l'hymne Veni, Veni, Emmanuel (en). Généralement chantées entre le 17 et le 23 décembre, elles symbolisent un crescendo d'attente quant à l'arrivée du Messie. Certaines traditions, particulières à ces antiennes, sont parfois encore bien vivaces.
Chez les catholiques, la messe de minuit, le 24 décembre au soir, célèbre la Nativité de Jésus. Traditionnellement elle commençait à minuit ; aujourd'hui[Quand ?] elle a lieu de plus en plus souvent en début de soirée. Le calendrier liturgique catholique prévoit un cycle de quatre messes pour Noël, les messes de Noël. La messe de minuit est la deuxième.

#### Crèche de Noël

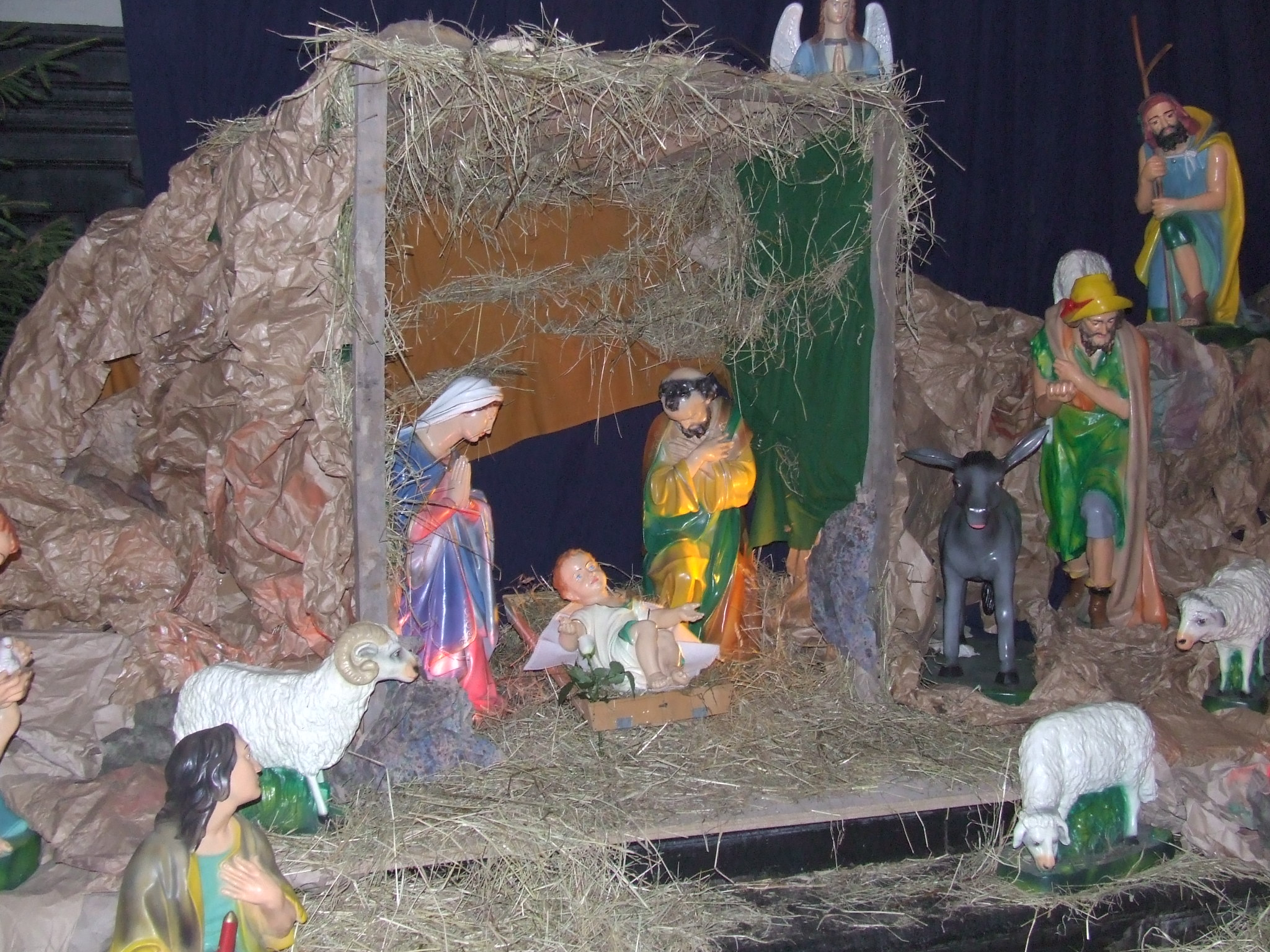
Crèche.

La crèche met en scène la naissance de Jésus décrite dans le Nouveau Testament avec quelques symboles populaires ajoutés : sur une table, ou à même le sol, une étable miniature est bâtie dans laquelle des personnages (en terre cuite souvent) sont disposés. Ils représentent les parents de Jésus, les bergers réunis autour du nouveau-né et les animaux qui les accompagnent : les moutons des bergers, l'âne qui a porté la Vierge, et le bœuf qui occupait l'étable. Parfois s'y ajoutent les anges qui ont annoncé la naissance aux bergers.
La première crèche aurait été réalisée par François d'Assise en 1223 à Greccio, en Italie ; ç'aurait été une crèche vivante, c'est-à-dire incarnés par de vraies personnes. Depuis le XVIIIe siècle, la tradition de la crèche s'est perpétuée dans tout le monde catholique et en a largement débordé au cours du XIXe siècle. En Provence, des personnages nouveaux ont été ajoutés : les santons. Ils figurent souvent les métiers traditionnels du XIXe siècle ou les scènes de la vie quotidienne de la région. Les rois mages Gaspard, Melchior et Balthazar, trois érudits de l'époque de Jésus, sont représentés en route vers cette même étable, mais leur arrivée n'est célébrée qu'à l'Épiphanie. Ils symbolisent l'universalité de l'événement qu'est la naissance de Jésus.
Avec la tournure de déchristianisation de Noël, au Canada et aux États-Unis, un village de Noël est placé sous le sapin dans les familles où on préfère ne pas mettre de crèche. On retrouve alors des petits bâtiments de céramiques (école, église, maisonnettes, magasins, etc.) représentant un village décoré pour Noël et couvert de neige. On les dépose sur un tapis d'ouate pour faire comme si le sol était enneigé. Parfois, certains y ajouteront un chemin de fer et installeront un petit train électrique qui passe par le village. Dans les familles chrétiennes, il y a quelquefois combinaison de la crèche et du village de Noël.

### Églises protestantes
Certaines Églises protestantes célèbrent aussi un culte de Noël dans la soirée du 24 décembre. C'est le cas des Églises luthériennes scandinaves. Mais la majorité des églises protestantes préfère célébrer le culte de Noël le 25 décembre au matin, aux mêmes horaires qu'un culte dominical.

### Églises évangéliques

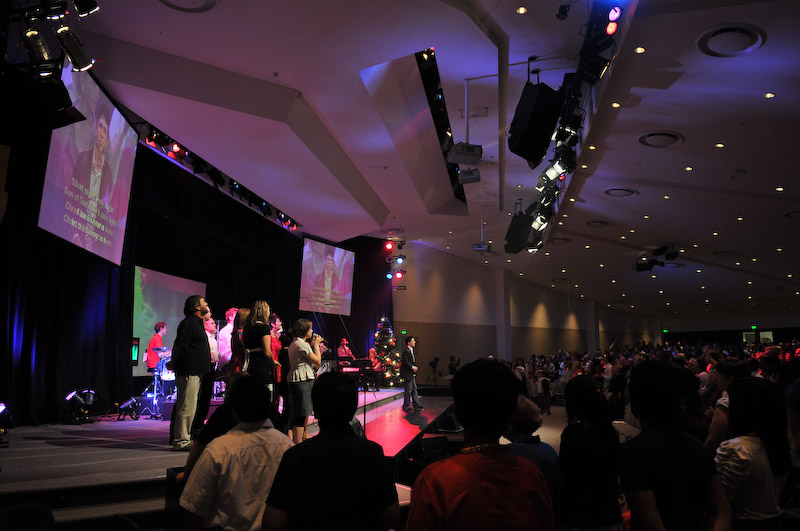
Service de Noël à la Crossway Baptist Church de Melbourne, affiliée aux Ministères baptistes australiens, 2008.

La fête de Noël est célébrée par la majorité des églises chrétiennes évangéliques,,. Elle est un rappel de la grâce de Dieu et de la naissance du Sauveur Jésus. Lors d'un service spécial, soit le 24 décembre ou le 25 décembre, le message sera souvent lié à la nativité et l'impact de cet évènement dans le monde.

## Point de vue des Évangiles chrétiens

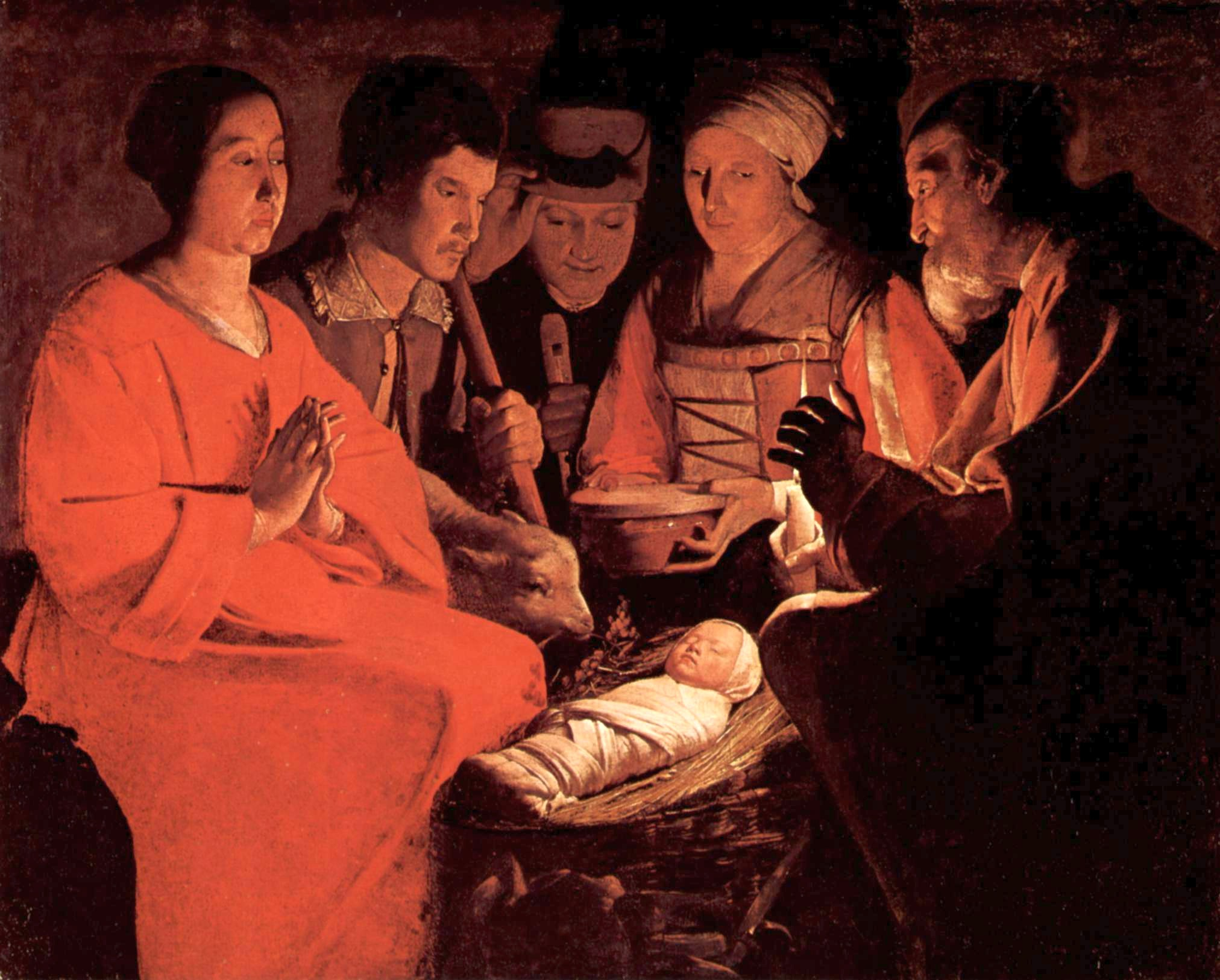
L'adoration des bergers lors de la Nativité, par Georges de La Tour, vers 1644.

Traditionnellement, la fête de Noël est la solennité de la nativité de Jésus-Christ, la fête commémorative chrétienne de la naissance de Jésus de Nazareth qui, d'après les Évangiles selon Luc et selon Matthieu serait né à Bethléem. Les historiens hésitent pour leur part entre Bethléem et Nazareth sans qu'une des hypothèses parvienne à s'imposer.
Seul l’Évangile selon Luc raconte cette naissance. L’Évangile selon Matthieu ne fait que l'évoquer mais trace une généalogie à Jésus, tandis que les Évangiles selon Marc et selon Jean débutent le récit de sa vie par sa rencontre avec Jean le Baptiste.

### Selon Luc
L’Évangile selon Luc présente la naissance de Jean le Baptiste et de Jésus de Nazareth dans une mise en parallèle. Le récit de la naissance de Jésus au chapitre II raconte :

« 1En ce temps-là parut un édit de César Auguste, ordonnant un recensement de toute la terre. 2Ce premier recensement eut lieu pendant que Quirinius était gouverneur de Syrie. 3Tous allaient se faire inscrire, chacun dans sa ville. 4Joseph aussi monta de la Galilée, de la ville de Nazareth, pour se rendre en Judée, dans la ville de David, appelée Bethléhem, parce qu'il était de la maison et de la famille de David, 5afin de se faire inscrire avec Marie, sa fiancée, qui était enceinte. 6Pendant qu'ils étaient là, le temps où Marie devait accoucher arriva, 7et elle enfanta son fils premier-né. Elle l'emmaillota, et le coucha dans une crèche, parce qu'il n'y avait pas de place pour eux dans l'hôtellerie. 8Il y avait, dans cette même contrée, des bergers qui passaient dans les champs les veilles de la nuit pour garder leurs troupeaux. 9Et voici, un ange du Seigneur leur apparut, et la gloire du Seigneur resplendit autour d'eux. Ils furent saisis d'une grande frayeur. 10Mais l'ange leur dit : Ne craignez point ; car je vous annonce une bonne nouvelle, qui sera pour tout le peuple le sujet d'une grande joie : 11c'est qu'aujourd'hui, dans la ville de David, il vous est né un Sauveur, qui est le Christ, le Seigneur. 12Et voici à quel signe vous le reconnaîtrez : vous trouverez un enfant emmailloté et couché dans une crèche. 13Et soudain il se joignit à l'ange une multitude de l'armée céleste, louant Dieu et disant : 14Gloire à Dieu dans les lieux très hauts, Et paix sur la terre parmi les hommes qu'il agrée ! 15Lorsque les anges les eurent quittés pour retourner au ciel, les bergers se dirent les uns aux autres : Allons jusqu'à Bethléhem, et voyons ce qui est arrivé, ce que le Seigneur nous a fait connaître. 16Ils y allèrent en hâte, et ils trouvèrent Marie et Joseph, et le petit enfant couché dans la crèche. 17Après l'avoir vu, ils racontèrent ce qui leur avait été dit au sujet de ce petit enfant. 18Tous ceux qui les entendirent furent dans l'étonnement de ce que leur disaient les bergers. »

L'épisode de l'annonciation aux bergers — traditionnellement méprisés dans le monde antique et considérés comme impurs dans l'Antiquité juive — reprend le motif de l'adoration de l'« Enfant-Roi » découverts par des pâtres, motif récurrent dans les récits de naissance de la mythologie gréco-romaine, à l'instar des naissances de Pâris, d'Œdipe ou encore de Romulus. L'on rencontre également des bergers dans les récits de la naissance de Mithra. Le rédacteur propose la notion d'un Messie caché aux puissants et aux savants et découvert par des gens simples, dont les titres de « Sauveur » et de « Seigneur » — habituellement réservé à l'empereur — suggèrent qu'il réussira à imposer une paix là où les légions de Rome ont échoué.

### Selon Matthieu

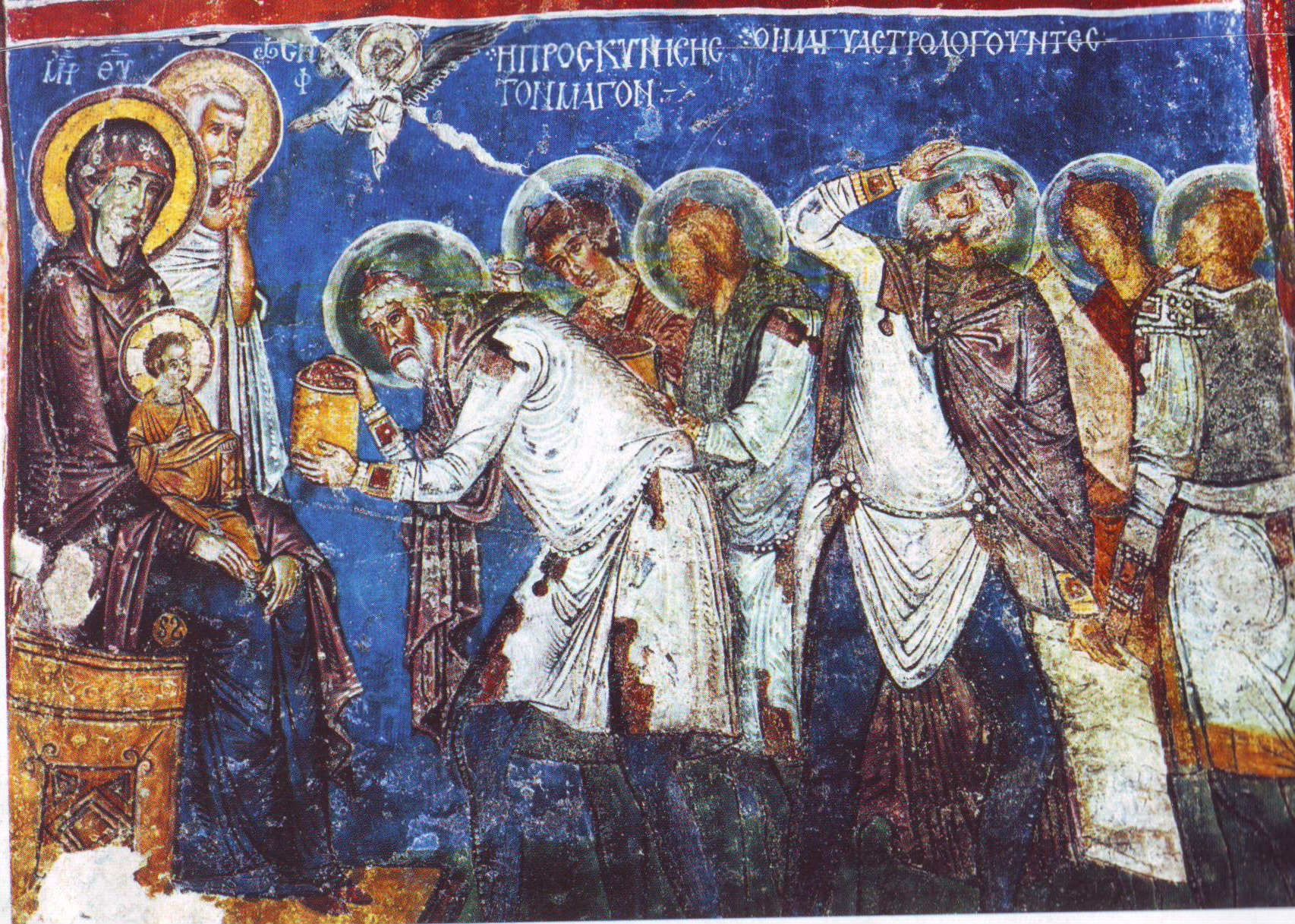
Fresque de Cappadoce (XIIe siècle).

Dans l’Évangile selon Matthieu, l'accent est mis sur la naissance miraculeuse de Jésus :

« 1. 18Voici de quelle manière arriva la naissance de Jésus Christ. Marie, sa mère, ayant été fiancée à Joseph, se trouva enceinte, par la vertu du Saint Esprit, avant qu'ils eussent habité ensemble. 19Joseph, son époux, qui était un homme de bien et qui ne voulait pas la diffamer, se proposa de rompre secrètement avec elle. 20Comme il y pensait, voici, un ange du Seigneur lui apparut en songe, et dit : Joseph, fils de David, ne crains pas de prendre avec toi Marie, ta femme, car l'enfant qu'elle a conçu vient du Saint Esprit ; 21elle enfantera un fils, et tu lui donneras le nom de Jésus ; c'est lui qui sauvera son peuple de ses péchés. 22Tout cela arriva afin que s'accomplît ce que le Seigneur avait annoncé par le prophète : 23Voici, la vierge sera enceinte, elle enfantera un fils, dont le nom d'Emmanuel sera donné, ce qui signifie Dieu avec nous. 24Joseph s'étant réveillé fit ce que l'ange du Seigneur lui avait ordonné, et il prit sa femme avec lui. 25Mais il ne la connut point jusqu'à ce qu'elle eût enfanté un fils, auquel il donna le nom de Jésus. 
2. 1Jésus étant né à Bethléhem en Judée, au temps du roi Hérode, voici des mages d'Orient arrivèrent à Jérusalem, 2et dirent : Où est le roi des Juifs qui vient de naître? car nous avons vu son étoile en Orient, et nous sommes venus pour l'adorer. »

Hérode le Grand meurt, selon les sources, en 4 ou 1 av. J.-C. et il lui est attribué l'épisode du Massacre des Innocents ce qui fait de lui le « candidat » le plus probable qui est mentionné dans ce passage. Cette présentation du massacre est une réactualisation de l'histoire de la persécution par Pharaon de Moïse, quoiqu'il s'appuie peut-être sur une base historique.

### Date imprécise
Historiquement, ni l'année ni le jour de la naissance de Jésus de Nazareth ne sont connues. Les Évangiles ne donnent aucune précision quant à la date de sa naissance.
Les dates retenues concernant l'année de naissance de Jésus peuvent osciller entre 9 et 2 avant notre ère. Les Évangiles selon Matthieu et selon Luc la situent sous le règne d'Hérode le Grand dont le long règne s'achève en 4 avant notre ère. L'estimation généralement retenue par les historiens actuels va de 7 à 5 avant notre ère.
Il est paradoxal que Jésus de Nazareth puisse être né « avant Jésus Christ » : l'origine de l'ère commune est en effet censée être la naissance du Christ. Mais ce début de l'ère chrétienne (l'Anno Domini), qui ne s'est imposé progressivement en Europe qu'à partir du Ier millénaire, a été fixé d'après les travaux du moine Denys le Petit réalisés au VIe siècle. Ces travaux sont erronés, comme l'a montré Paul Matteï. Si le calendrier historique a été précisé depuis, son origine conventionnelle n'a pas été modifiée.

### Fixation de la fête
La naissance de Jésus — la « Nativité » — est traditionnellement fêtée le 25 décembre, à Noël, mais cette date est entièrement conventionnelle et n'est pas considérée par les chrétiens comme l'anniversaire de Jésus : ils fêtent l’événement de la naissance, et non le jour de cette naissance. Il s'agit d'une démarche théologique et non historique. Dans cette optique, l'exactitude et la correspondance des dates avec la réalité historique sont des éléments accessoires.
La fête de la naissance du Christ le 6 janvier, le jour de l'Épiphanie, pourrait trouver son origine au sein de certaines communautés chrétiennes d'Égypte au IIIe siècle qui privilégiaient non pas la commémoration de la naissance physique de Jésus mais la première manifestation de la divinité du Christ. Il semble que les basilidiens célébraient dès cette époque le baptême de Jésus à cette date, d'autres sectes gnostiques célébraient plutôt les noces de Cana (premier miracle) ou l'adoration des mages qui symbolise la reconnaissance divine du nouveau-né par le monde entier mais la question du choix de ces dates reste débattue. Certains chrétiens gnostiques calculaient que Jésus était né trente-trois ans (nombre symbolique en raison de sa valeur doublement trinitaire) avant ces manifestations. Cette interprétation suscitait une grande polémique car cette date correspondant aussi à celle de sa mort et ne correspondait à la Passion du Christ à la fête de Pâques, aussi des chrétiens d'Afrique du Nord comme Tertullien proposèrent comme date de naissance et de mort le 25 mars (correspondant à l'équinoxe dans le calendrier romain).
Le premier concile de Nicée en 325 condamne l'hérésie arienne pour qui Jésus ne peut être du Père et du Saint-Esprit du fait de sa naissance et de sa chair mortelle. La fête de l'épiphanie le 6 janvier commémorant la descente du Fils de Dieu au milieu de sa création et le baptême du Christ, l'Église latine a certainement voulu à partir de ce concile réaffirmer la divinité du Christ en déplaçant la fête de la Nativité le 25 décembre pour la dissocier de la coutume hérétique de commémorer l'apparition du Christ lors de son baptême. Une autre explication du choix de cette date est l'influence de Sextus Julius Africanus, auteur de la première chronique universelle conçue dans une optique chrétienne. Cet écrivain chrétien considère que l'incarnation de Jésus se produit à sa conception le 25 mars (date de la création du monde selon la chronologie alexandrine), ce qui se traduit par sa naissance neuf mois plus tard, le 25 décembre.
La date aurait été fixée dans l'Occident latin au IVe siècle, possiblement en 354, pour coïncider avec la fête romaine du Sol Invictus, célébrée à cette date à l'instar de la naissance du dieu Mithra, né un 25 décembre ; le choix de cette fête permettait une assimilation de la venue du Christ — « Soleil de justice » — à la remontée du soleil après le solstice d'hiver. Avant cette date, la Nativité était fêtée le 6 janvier et l'est encore par la seule Église apostolique arménienne, alors que l’Église catholique romaine y fête aujourd’hui l’Épiphanie ou Théophanie.
Selon la tradition catholique, c'est le pape Libère qui, en 354, aurait institué la fête de la Nativité à Rome le 25 décembre, date du Natalis Invicti. Beaucoup de dates étaient proposées pour la naissance du Messie et il est admis que la popularité des fêtes de Mithra au solstice d'hiver dans l'Empire romain ait joué un rôle dans le choix de la date.
Les Églises orthodoxes fêtent quant à elles Noël le 25 décembre du calendrier qu'elles suivent (calendrier julien ou grégorien) et le baptême du Christ le 6 janvier. Le Noël de l'Église apostolique arménienne est également célébré le 6 janvier partout dans le monde à l'exception de Jérusalem où elle le fête le 19 janvier.
Dans la seconde moitié du VIIe siècle, la fête de l'Annonciation (annonce faite à la Vierge Marie de sa maternité divine par l'archange Gabriel) est fixée symboliquement le 25 mars, neuf mois avant celle de Noël.

#### Aspect doctrinal
Dans une allocution du 16 décembre 2004, Jean-Paul Jaeger, évêque d'Arras explique le choix d'une date proche du solstice d'hiver : 

« Les évangélistes dont un sur quatre seulement propose un récit de la naissance de Jésus étaient bien incapables d’en situer la date exacte. Excellente pédagogue, l’Église, en Occident, a fixé en 353 la célébration de Noël au moment de la fête païenne du solstice d’hiver. Le signe est magnifique. Les rayons du soleil sont au plus bas de leur déclin. Progressivement le jour va s’imposer à la nuit. La lumière va triompher. Le Christ naissant est alors loué et accueilli comme la lumière qui brille dans les ténèbres, comme le jour qui se lève sur l’humanité engourdie et endormie. Il est le jour nouveau qui pointe à minuit. »

Cette métaphore du Christ identifié à une lumière nouvelle qui va éclairer le monde est déjà présente dans l'évangile selon Jean (8:12). Elle est reprise fréquemment dans les homélies du temps de Noël, par exemple celle du pape Benoît XVI à l'occasion de Noël 2007 :

« Dans l’étable de Bethléem, le ciel et la terre se rejoignent. Le ciel est venu sur la terre. C’est pourquoi, de là émane une lumière pour tous les temps ; c’est pourquoi, là s’allume la joie. »

## Célébration du lendemain de Noël
Le second jour de Noël (26 décembre), est un jour férié célébré dans plusieurs pays d'Europe, notamment, dans le nord de l'Europe (Pologne, Royaume-Uni, Pays-Bas, Allemagne, pays scandinaves). Au Royaume-Uni, c'est le Boxing Day (du mot box qui signifie boîtes, en référence au fait que les employeurs offraient un cadeau de Noël à leurs employés).
Aux Pays-Bas, cette fête s'appelle le Tweede kerstdag (nl). En Allemagne, le Zweiter Weihnachtsfeiertag.
En France, dans les régions géographiques anciennement occupées par l'Empire allemand, c'est-à-dire en Alsace et en Moselle, le 26 décembre est un jour officiellement férié. Cela est dû aux particularismes ayant suivi le retour de ces territoires à la France à la suite de la Première Guerre mondiale, où un compromis a été établi lorsqu'il était question du statut de ces territoires : ils reviendraient à la France, mais ils garderaient un régime spécial, notamment sur le plan religieux, et le 26 décembre étant férié en Allemagne, il l'est alors en Alsace et en Moselle.
L'origine de cette célébration du lendemain de Noël vient du calendrier chrétien. En Occident, le jour de Noël ouvre une période appelée "temps de la Nativité" ou temps de Noël qui se termine après l’Épiphanie, à des dates différentes selon les époques et les Églises. La célébration du jour de la fête de Noël se prolonge d'abord durant huit jours par une octave solennelle, à l'instar des autres fêtes principales de Pâques et Pentecôte. Les trois premiers jours de ces trois octaves étaient plus festifs que les trois suivants et le premier d'entre eux était toujours férié. Le 26 décembre est aussi la fête de la Saint-Étienne premier martyr qui reçoit donc sa solennité particulière de son statut de premier jour dans l'octave de Noël.
Dans l’Église catholique, l’Épiphanie est solennisée à son tour par une octave, de rang inférieur à Noël. Cette octave prolonge de ce fait encore le temps de Noël de huit jours jusqu'au dimanche suivant qui commémore le baptême de Jésus-Christ, par lequel se termine le temps de la Nativité.
Dans les Églises issues de la Réforme protestante et les pays anglo-saxons, le temps de Noël a pris le nom de Christmastide ou célébrations des douze jours qui courent de la nuit de Noël le 25 décembre (la veille de Noël fait partie de l'Avent) à la Douzième nuit, veille de l'Épiphanie (5 janvier).

## Nom de famille et prénom
Il est difficile d'attester du moment où « Noël » devient un nom de famille, mais une trace est trouvée dès le Moyen Âge. En plus des noms issus de la forme française de ce mot, il faut ajouter les noms issus de diverses langues parlées localement (par exemple Nadal ou Nadau dans les langues d'oc, Nedeleg en breton) qui sont aussi à l'origine de noms de famille. Quelques exemples :
- Robert Noël, chevalier qui accompagne Guillaume le Conquérant en Angleterre en 1066, et devient seigneur de Gainsborough.
- Jean Noël, anobli par Charles VI en 1415 et mort à Azincourt[135].
- Nedelec est un nom de famille attesté en Bretagne dès le XVIe siècle[136].
- Divers migrants en Nouvelle-France sont recensés avec ce nom, dont un François Noël en 1657 et un Joseph-Ozanie Nadeau (originaire de l'Angoumois) vers 1660[137].
- Dans son Dictionnaire de la Mayenne, Alphonse-Victor Angot évoque un dominicain de Laval, François Noël qui écrivait au milieu du XVIIe siècle sous le nom de plume de François Silatan.

## Musique
- Eustache Du Caurroy, cinq fantaisies sur Une jeune fillette (1610), premier Noël connu sur instruments.
- Heinrich Schütz, Weihnachts-Historie, SWV 435 (1664).
- Nicolas Gigault, Dix-sept Noëls variés (1682).
- Marc-Antoine Charpentier a laissé neuf compositions vocales célébrant Noël, respectivement, H.9, H.314, H.393, H.414, H.416, H.420, H.421, H.482, (H.483 - H.483 a - H.483 b) et deux compositions instrumentales, H.531 et H.534 :
  - Messe de Minuit H.9 pour solistes, chœur, flûtes, cordes et basse continue (1690) ;
  - In nativitatem Domini canticum H.314 pour quatre voix, deux flûtes, deux violons et basse continue (1670) ;
  - Canticum in nativitatem Domini H.393 pour trois voix, deux dessus instrumentaux et basse continue (1675) ;
  - Pastorale de Noël H.414 pour solistes, chœur, deux dessus instrumentaux et basse continue (1683-85) ;
  - Oratorio de Noël H.416 pour solistes, chœur, flûtes, cordes et basse continue (1690) ;
  - Dialogus inter angelos et pastores Judae in nativitatem Domini H.420 pour solistes, chœur, flûtes, cordes et basse continue (1695?) ;
  - In nativitatem Domini Nostri Jesu Christi canticum H.421 pour trois voix et basse continue (1698-99) ;
  - Pastorale de Noël H.482 pour solistes, chœur, deux dessus de violes et basse continue (1683-85) ;
  - Pastorale de Noël H.483 H.483 a H.483 b pour solistes, chœur, deux flûtes, deux dessus de violes et basse continue (1683-85) ;
  - Noël pour les instruments H.531 pour flûtes, cordes et basse continue (1688?) ;
  - Noël sur les instruments H.534 pour flûtes, cordes et basse continue (1698).
- Guillaume Minoret, Messe pour le temps de Noël (Missa pro Tempore Nativitatis à double chœur).
- Nicolas Lebègue, Noëls pour orgue ou clavecin (1685).
- Sébastien de Brossard, Messe de Noël (Missa Quinti Toni) (1700).
- Louis-Nicolas Clérambault, Motet pour le jour de Noël en la majeur, opus 58, Air spirituel, Noël, en sol majeur, opus 200.
- Charles Piroye, Cantique pour le temps de Noël, voix et basse continue, Paris, Ballard (1703).
- André Campra, Oratorio de Noël, Nativitas Domini Jesu Christi sur un texte extrait de l’Évangile selon saint Luc (1710).
- Pierre Dandrieu publie vers 1714, un Livre de 42 Noëls pour orgue (principalement) et clavecin.
- Joseph Valette de Montigny, Noël à grand chœur JVM.34 (1730).
- Charles-Hubert Gervais, Suites de Noëls (flûtes, hautbois, bassons, violons, basse continue) (1733).
- Louis Grénon, Messe en Noëls en si bémol majeur
- Bernard-Aymable Dupuy. Seize compositions (BAD.044 à BAD.059)[138].
- Jean-François Dandrieu (neveu de Pierre Dandrieu), Noëls publiés en 1759.
- Claude Balbastre, Recueils de Noëls formant quatre suites, avec des Variations pour le clavecin & le forte piano (1770).
- Louis-Claude Daquin, Livre de Noëls (1757).
- Michel Corrette, sur des thèmes de Noëls :
  - Concerto Spirituel, 1731 ;
  - Pastorale, 1732 ;
  - III Concerto de Noëls, 1735 ;
  - Noëls Suisses, 1737 ;
  - Noël Allemand « Lobt Gott, ihr Christen, alle gleich », 1741 ;
  - Concerto de Noëls, 1754, perdu.
- Josse-François-Joseph Benaut, Pièces d'orgue - Noëls flamands, françois, italiens…
- Michel-Richard de Lalande, Symphonies de Noël S 130 (1727-36 et 1736-45).
- Alessandro Scarlatti, Cantata pastorale per la natività di Nostro Signore Gesu Cristo (1705).
- Johann Mattheson, Das Größte Kind in einem Oratorio auff weynacht (1720).
- Jean-Sébastien Bach, Oratorio de Noël (1734).
- Carl Heinrich Graun, Oratorium in Festum Nativitatis Christi.
- Guillaume Lasceux, Pièces de Noëls pour l'orgue (1772).
- Jean-François Lesueur, Messe oratorio de Noël (1786).
- François-Joseph Gossec, La Nativité (1790).
- Jean-Baptiste Charbonnier, Noël variés.
- Napoléon Henri Reber, La Nuit de Noël (livret d'Eugène Scribe, O.-C. le 9 février 1848).
- Isaac-François Lefébure-Wely, Recueil de tous les airs consacrés pour le temps de Noël, soit trente-quatre noëls arrangés pour l'orgue (1823).
- Eugène Gigout, Rhapsodie sur des Noëls en Do mineur pour orgue (1890).
- Reynaldo Hahn, Pastorale de Noël (1901).
- Joseph Noyon, Messe de la Nativité (1942), Harmonisation de Noël.
- André Jolivet, Pastorales de Noël pour flûte, ou violon, basson ou alto ou violoncelle et harpe (1944).
- Arthur Honegger, Une Cantate de Noël (1953).
- François-Joseph Gossec, La Nativité, Oratorio (1774).
- Camille Saint-Saëns, Oratorio de Noël op. 12 pour cinq solistes, chœur mixte, orgue, harpe et orchestra à cordes (1858).
- Hector Berlioz a composé la trilogie sacrée L'Enfance du Christ op. 25 (1854).
- Émile Wambach, Nuit de Noël (1884).
- Nikolaï Rimski-Korsakov, La Nuit de Noël, opéra (1894).
- Léon Boëllmann, Noël, pour voix, orgue ou piano (1895).
- Maurice Ravel, Le Noël des jouets pour voix et piano (1905), première orchestration en 1906, deuxième orchestration 1913.
- François-Auguste Gevaert, Grand-Messe de Noël (1907).
- Jacques Ibert, Noël en Picardie, poème symphonique (1914).
- Fernand de La Tombelle, Noël au village, pour solistes, chœur de voix d'hommes et harmonium (ou orgue) (1919) ; Messe de Noël, pour chœur et orgue (1924).
- Charles-Gaston Levadé, Caroles de Noël, opéra, (1923).
- Alexandre Guilmant, Noëls opus 60, pour orgue (quatre livraisons).
- Francis Poulenc, Quatre Motets pour le temps de Noël (1952).
- Gabriel Pierné, Les Enfants à Bethlehem, Mystère en deux parties pour solistes, chœur d’enfants et orchestre (1907).
- Benjamin Britten, A Ceremony of Carols, (1942).
- Witold Lutosławski, vingt Chants de Noël polonais (1946).
- Petr Eben, Noëls pour chœur d'enfants et piano (1960).
- Krzysztof Penderecki, Symphonie no 2 « Noël » (1980).
- Mariah Carey : album Merry Christmas, avec notamment la chanson All I Want for Christmas Is You (1994).